# Lista över fornlämningar i Vänersborgs kommun
Lista över fornlämningar i Vänersborgs kommun är en förteckning av ett urval av de fornlämningar som finns i Vänersborgs kommun.

## Brålanda
| Namn           | Lämningstyp  | Tillkomsttid | Historisk indelning | Plats | Läge                 | ID-nr          | Bild                                 |
| -------------- | ------------ | ------------ | ------------------- | ----- | -------------------- | -------------- | ------------------------------------ |
| Brålanda 15:1  | Hällristning |              | Brålanda, Dalsland  |       | 58.520985, 12.312406 | 10164000150001 | Ladda upp en bild av detta fornminne |
| Brålanda 49:1  | Gravfält     |              | Brålanda, Dalsland  |       | 58.562491, 12.369306 | 10164000490001 | Ladda upp en bild av detta fornminne |
| Brålanda 56:1  | Hällristning |              | Brålanda, Dalsland  |       | 58.552423, 12.312986 | 10164000560001 | Ladda upp en bild av detta fornminne |
| Brålanda 60:1  | Gravfält     |              | Brålanda, Dalsland  |       | 58.569336, 12.349219 | 10164000600001 | Ladda upp en bild av detta fornminne |
| Brålanda 62:1  | Gravfält     |              | Brålanda, Dalsland  |       | 58.568902, 12.344888 | 10164000620001 | Ladda upp en bild av detta fornminne |
| Brålanda 63:1  | Hällristning |              | Brålanda, Dalsland  |       | 58.571462, 12.340987 | 10164000630001 | Ladda upp en bild av detta fornminne |
| Brålanda 67:1  | Stensättning |              | Brålanda, Dalsland  |       | 58.581162, 12.313813 | 10164000670001 | Ladda upp en bild av detta fornminne |
| Brålanda 67:2  | Stensättning |              | Brålanda, Dalsland  |       | 58.581608, 12.314092 | 10164000670002 | Ladda upp en bild av detta fornminne |
| Brålanda 68:1  | Gravfält     |              | Brålanda, Dalsland  |       | 58.581515, 12.315136 | 10164000680001 | Ladda upp en bild av detta fornminne |
| Brålanda 74:1  | Hällristning |              | Brålanda, Dalsland  |       | 58.571263, 12.351360 | 10164000740001 | Ladda upp en bild av detta fornminne |
| Brålanda 76:1  | Stensättning |              | Brålanda, Dalsland  |       | 58.610311, 12.286259 | 10164000760001 | Ladda upp en bild av detta fornminne |
| Brålanda 117:1 | Stensättning |              | Brålanda, Dalsland  |       | 58.603621, 12.286561 | 10164001170001 | Ladda upp en bild av detta fornminne |
| Brålanda 165:2 | Hällristning |              | Brålanda, Dalsland  |       | 58.589257, 12.348499 | 10164001650002 | Ladda upp en bild av detta fornminne |

## Frändefors
| Namn                                     | Lämningstyp                 | Tillkomsttid | Historisk indelning  | Plats | Läge                 | ID-nr          | Bild                                 |
| ---------------------------------------- | --------------------------- | ------------ | -------------------- | ----- | -------------------- | -------------- | ------------------------------------ |
| Frändefors 1:1                           | Röse                        |              | Frändefors, Dalsland |       | 58.451325, 12.093180 | 10166200010001 | Ladda upp en bild av detta fornminne |
| Frändefors 1:2                           | Stensättning                |              | Frändefors, Dalsland |       | 58.451277, 12.093341 | 10166200010002 | Ladda upp en bild av detta fornminne |
| Frändefors 4:1                           | Stenkammargrav              |              | Frändefors, Dalsland |       | 58.450085, 12.109271 | 10166200040001 | Ladda upp en bild av detta fornminne |
| Frändefors 6:1                           | Stensättning                |              | Frändefors, Dalsland |       | 58.523626, 12.126381 | 10166200060001 | Ladda upp en bild av detta fornminne |
| Frändefors 8:1                           | Stensättning                |              | Frändefors, Dalsland |       | 58.427196, 12.111427 | 10166200080001 | Ladda upp en bild av detta fornminne |
| Trollsoffan, Fotpallen (Frändefors 14:1) | Hällristning                |              | Frändefors, Dalsland |       | 58.527949, 12.185182 | 10166200140001 | Ladda upp en bild av detta fornminne |
| Trollsoffan, Fotpallen (Frändefors 14:2) | Hällristning                |              | Frändefors, Dalsland |       | 58.527941, 12.185165 | 10166200140002 | Ladda upp en bild av detta fornminne |
| Frändefors 15:1                          | Stensättning                |              | Frändefors, Dalsland |       | 58.527359, 12.183935 | 10166200150001 | Ladda upp en bild av detta fornminne |
| Frändefors 19:1                          | Stensättning                |              | Frändefors, Dalsland |       | 58.510018, 12.190801 | 10166200190001 | Ladda upp en bild av detta fornminne |
| Frändefors 20:1                          | Stensättning                |              | Frändefors, Dalsland |       | 58.507086, 12.193025 | 10166200200001 | Ladda upp en bild av detta fornminne |
| Frändefors 21:1                          | Grav markerad av sten/block |              | Frändefors, Dalsland |       | 58.505343, 12.185294 | 10166200210001 | Ladda upp en bild av detta fornminne |
| Frändefors 23:1                          | Röse                        |              | Frändefors, Dalsland |       | 58.500133, 12.179736 | 10166200230001 | Ladda upp en bild av detta fornminne |
| Frändefors 23:2                          | Stensättning                |              | Frändefors, Dalsland |       | 58.500255, 12.179771 | 10166200230002 | Ladda upp en bild av detta fornminne |
| Frändefors 23:4                          | Stensättning                |              | Frändefors, Dalsland |       | 58.500363, 12.179855 | 10166200230004 | Ladda upp en bild av detta fornminne |
| Frändefors 23:5                          | Stensättning                |              | Frändefors, Dalsland |       | 58.499991, 12.179772 | 10166200230005 | Ladda upp en bild av detta fornminne |
| Frändefors 24:1                          | Gravfält                    |              | Frändefors, Dalsland |       | 58.498079, 12.188566 | 10166200240001 | Ladda upp en bild av detta fornminne |
| Frändefors 25:1                          | Stensättning                |              | Frändefors, Dalsland |       | 58.488011, 12.197296 | 10166200250001 | Ladda upp en bild av detta fornminne |
| Frändefors 25:2                          | Stensättning                |              | Frändefors, Dalsland |       | 58.487905, 12.197386 | 10166200250002 | Ladda upp en bild av detta fornminne |
| Frändefors 29:2                          | Stensättning                |              | Frändefors, Dalsland |       | 58.499714, 12.167296 | 10166200290002 | Ladda upp en bild av detta fornminne |
| Frändefors 30:1                          | Stensättning                |              | Frändefors, Dalsland |       | 58.500234, 12.162775 | 10166200300001 | Ladda upp en bild av detta fornminne |
| Frändefors 31:1                          | Gravfält                    |              | Frändefors, Dalsland |       | 58.493199, 12.193428 | 10166200310001 | Ladda upp en bild av detta fornminne |
| Frändefors 31:2                          | Stensättning                |              | Frändefors, Dalsland |       | 58.493422, 12.193331 | 10166200310002 | Ladda upp en bild av detta fornminne |
| Frändefors 31:3                          | Stensättning                |              | Frändefors, Dalsland |       | 58.493557, 12.193325 | 10166200310003 | Ladda upp en bild av detta fornminne |
| Frändefors 32:1                          | Stensättning                |              | Frändefors, Dalsland |       | 58.492060, 12.192910 | 10166200320001 | Ladda upp en bild av detta fornminne |
| Frändefors 32:2                          | Stensättning                |              | Frändefors, Dalsland |       | 58.491860, 12.192832 | 10166200320002 | Ladda upp en bild av detta fornminne |
| Frändefors 33:1                          | Stensättning                |              | Frändefors, Dalsland |       | 58.491557, 12.192474 | 10166200330001 | Ladda upp en bild av detta fornminne |
| Frändefors 33:2                          | Röse                        |              | Frändefors, Dalsland |       | 58.491273, 12.192549 | 10166200330002 | Ladda upp en bild av detta fornminne |
| Frändefors 33:3                          | Stensättning                |              | Frändefors, Dalsland |       | 58.490880, 12.192513 | 10166200330003 | Ladda upp en bild av detta fornminne |
| Frändefors 33:4                          | Röse                        |              | Frändefors, Dalsland |       | 58.490653, 12.192249 | 10166200330004 | Ladda upp en bild av detta fornminne |
| Frändefors 33:5                          | Stensättning                |              | Frändefors, Dalsland |       | 58.490655, 12.191998 | 10166200330005 | Ladda upp en bild av detta fornminne |
| Frändefors 33:6                          | Stensättning                |              | Frändefors, Dalsland |       | 58.490394, 12.192033 | 10166200330006 | Ladda upp en bild av detta fornminne |
| Frändefors 34:1                          | Hög                         |              | Frändefors, Dalsland |       | 58.489665, 12.191583 | 10166200340001 | Ladda upp en bild av detta fornminne |
| Frändefors 35:1                          | Stensättning                |              | Frändefors, Dalsland |       | 58.489995, 12.190470 | 10166200350001 | Ladda upp en bild av detta fornminne |
| Frändefors 36:1                          | Stensättning                |              | Frändefors, Dalsland |       | 58.489095, 12.189256 | 10166200360001 | Ladda upp en bild av detta fornminne |
| Frändefors 37:1                          | Stensättning                |              | Frändefors, Dalsland |       | 58.492683, 12.193790 | 10166200370001 | Ladda upp en bild av detta fornminne |
| Frändefors 38:1                          | Stensättning                |              | Frändefors, Dalsland |       | 58.494445, 12.179722 | 10166200380001 | Ladda upp en bild av detta fornminne |
| Frändefors 38:2                          | Stensättning                |              | Frändefors, Dalsland |       | 58.494086, 12.179545 | 10166200380002 | Ladda upp en bild av detta fornminne |
| Frändefors 38:3                          | Stensättning                |              | Frändefors, Dalsland |       | 58.494782, 12.180537 | 10166200380003 | Ladda upp en bild av detta fornminne |
| Frändefors 39:1                          | Stensättning                |              | Frändefors, Dalsland |       | 58.495496, 12.181798 | 10166200390001 | Ladda upp en bild av detta fornminne |
| Frändefors 40:1                          | Stensättning                |              | Frändefors, Dalsland |       | 58.485143, 12.135429 | 10166200400001 | Ladda upp en bild av detta fornminne |
| Frändefors 40:2                          | Stensättning                |              | Frändefors, Dalsland |       | 58.485263, 12.135595 | 10166200400002 | Ladda upp en bild av detta fornminne |
| Frändefors 40:3                          | Stensättning                |              | Frändefors, Dalsland |       | 58.485441, 12.135840 | 10166200400003 | Ladda upp en bild av detta fornminne |
| Frändefors 41:1                          | Stensättning                |              | Frändefors, Dalsland |       | 58.493967, 12.139590 | 10166200410001 | Ladda upp en bild av detta fornminne |
| Frändefors 42:1                          | Stensättning                |              | Frändefors, Dalsland |       | 58.469160, 12.127996 | 10166200420001 | Ladda upp en bild av detta fornminne |
| Frändefors 43:1                          | Stensättning                |              | Frändefors, Dalsland |       | 58.462588, 12.136205 | 10166200430001 | Ladda upp en bild av detta fornminne |
| Frändefors 43:2                          | Stensättning                |              | Frändefors, Dalsland |       | 58.462440, 12.136049 | 10166200430002 | Ladda upp en bild av detta fornminne |
| Frändefors 44:1                          | Röse                        |              | Frändefors, Dalsland |       | 58.460092, 12.139481 | 10166200440001 | Ladda upp en bild av detta fornminne |
| Frändefors 44:2                          | Röse                        |              | Frändefors, Dalsland |       | 58.459981, 12.139355 | 10166200440002 | Ladda upp en bild av detta fornminne |
| Frändefors 44:3                          | Röse                        |              | Frändefors, Dalsland |       | 58.459911, 12.139105 | 10166200440003 | Ladda upp en bild av detta fornminne |
| Frändefors 45:1                          | Röse                        |              | Frändefors, Dalsland |       | 58.461911, 12.139276 | 10166200450001 | Ladda upp en bild av detta fornminne |
| Frändefors 45:2                          | Röse                        |              | Frändefors, Dalsland |       | 58.461750, 12.139293 | 10166200450002 | Ladda upp en bild av detta fornminne |
| Frändefors 46:1                          | Röse                        |              | Frändefors, Dalsland |       | 58.460981, 12.136559 | 10166200460001 | Ladda upp en bild av detta fornminne |
| Frändefors 49:1                          | Stenkammargrav              |              | Frändefors, Dalsland |       | 58.469615, 12.187664 | 10166200490001 | Ladda upp en bild av detta fornminne |
| Frändefors 50:1                          | Stenkammargrav              |              | Frändefors, Dalsland |       | 58.436403, 12.132957 | 10166200500001 | Ladda upp en bild av detta fornminne |
| Frändefors 51:1                          | Stensättning                |              | Frändefors, Dalsland |       | 58.408060, 12.297659 | 10166200510001 | Ladda upp en bild av detta fornminne |
| Frändefors 52:1                          | Stenkammargrav              |              | Frändefors, Dalsland |       | 58.453137, 12.340891 | 10166200520001 | Ladda upp en bild av detta fornminne |
| Frändefors 56:1                          | Stenkammargrav              |              | Frändefors, Dalsland |       | 58.471619, 12.333719 | 10166200560001 | Ladda upp en bild av detta fornminne |
| Frändefors 57:1                          | Stenkammargrav              |              | Frändefors, Dalsland |       | 58.422322, 12.246508 | 10166200570001 | Ladda upp en bild av detta fornminne |
| Frändefors 63:1                          | Stenkammargrav              |              | Frändefors, Dalsland |       | 58.476184, 12.332955 | 10166200630001 | Ladda upp en bild av detta fornminne |
| Frändefors 65:1                          | Stensättning                |              | Frändefors, Dalsland |       | 58.419708, 12.319581 | 10166200650001 | Ladda upp en bild av detta fornminne |
| Frändefors 66:1                          | Stensättning                |              | Frändefors, Dalsland |       | 58.419519, 12.300636 | 10166200660001 | Ladda upp en bild av detta fornminne |
| Frändefors 67:1                          | Stensättning                |              | Frändefors, Dalsland |       | 58.420123, 12.300203 | 10166200670001 | Ladda upp en bild av detta fornminne |
| Frändefors 67:2                          | Stensättning                |              | Frändefors, Dalsland |       | 58.420031, 12.300509 | 10166200670002 | Ladda upp en bild av detta fornminne |
| Frändefors 76:1                          | Stensättning                |              | Frändefors, Dalsland |       | 58.413342, 12.298136 | 10166200760001 | Ladda upp en bild av detta fornminne |
| Frändefors 87:1                          | Stenkammargrav              |              | Frändefors, Dalsland |       | 58.502646, 12.321593 | 10166200870001 | Ladda upp en bild av detta fornminne |
| Frändefors 92:1                          | Stensättning                |              | Frändefors, Dalsland |       | 58.454294, 12.265087 | 10166200920001 | Ladda upp en bild av detta fornminne |
| Rävekullen (Frändefors 94:1)             | Stenkammargrav              |              | Frändefors, Dalsland |       | 58.474470, 12.235441 | 10166200940001 | Ladda upp en bild av detta fornminne |
| Frändefors 95:1                          | Stensättning                |              | Frändefors, Dalsland |       | 58.444837, 12.279172 | 10166200950001 | Ladda upp en bild av detta fornminne |
| Frändefors 96:1                          | Stensättning                |              | Frändefors, Dalsland |       | 58.457615, 12.257786 | 10166200960001 | Ladda upp en bild av detta fornminne |
| Frändefors 97:1                          | Stensättning                |              | Frändefors, Dalsland |       | 58.458270, 12.257117 | 10166200970001 | Ladda upp en bild av detta fornminne |
| Frändefors 97:2                          | Stensättning                |              | Frändefors, Dalsland |       | 58.458133, 12.257017 | 10166200970002 | Ladda upp en bild av detta fornminne |
| Frändefors 98:1                          | Stensättning                |              | Frändefors, Dalsland |       | 58.456757, 12.261402 | 10166200980001 | Ladda upp en bild av detta fornminne |
| Frändefors 98:2                          | Stensättning                |              | Frändefors, Dalsland |       | 58.456859, 12.261602 | 10166200980002 | Ladda upp en bild av detta fornminne |
| Frändefors 101:1                         | Stensättning                |              | Frändefors, Dalsland |       | 58.510262, 12.196360 | 10166201010001 | Ladda upp en bild av detta fornminne |
| Frändefors 102:1                         | Stenkammargrav              |              | Frändefors, Dalsland |       | 58.442680, 12.188816 | 10166201020001 | Ladda upp en bild av detta fornminne |
| Frändefors 105:1                         | Stensättning                |              | Frändefors, Dalsland |       | 58.414434, 12.199617 | 10166201050001 | Ladda upp en bild av detta fornminne |
| Frändefors 113:1                         | Stensättning                |              | Frändefors, Dalsland |       | 58.487310, 12.237916 | 10166201130001 | Ladda upp en bild av detta fornminne |
| Frändefors 113:2                         | Stensättning                |              | Frändefors, Dalsland |       | 58.487422, 12.237949 | 10166201130002 | Ladda upp en bild av detta fornminne |
| Frändefors 113:3                         | Stensättning                |              | Frändefors, Dalsland |       | 58.487590, 12.237702 | 10166201130003 | Ladda upp en bild av detta fornminne |
| Frändefors 113:4                         | Stensättning                |              | Frändefors, Dalsland |       | 58.487684, 12.237665 | 10166201130004 | Ladda upp en bild av detta fornminne |
| Frändefors 114:1                         | Stensättning                |              | Frändefors, Dalsland |       | 58.485390, 12.233654 | 10166201140001 | Ladda upp en bild av detta fornminne |
| Frändefors 115:1                         | Stensättning                |              | Frändefors, Dalsland |       | 58.485403, 12.232190 | 10166201150001 | Ladda upp en bild av detta fornminne |
| Frändefors 116:1                         | Stensättning                |              | Frändefors, Dalsland |       | 58.520983, 12.210673 | 10166201160001 | Ladda upp en bild av detta fornminne |
| Frändefors 121:1                         | Gravfält                    |              | Frändefors, Dalsland |       | 58.488592, 12.268380 | 10166201210001 | Ladda upp en bild av detta fornminne |
| Frändefors 121:2                         | Hög                         |              | Frändefors, Dalsland |       | 58.489568, 12.268253 | 10166201210002 | Ladda upp en bild av detta fornminne |
| Frändefors 122:1                         | Hög                         |              | Frändefors, Dalsland |       | 58.528690, 12.212009 | 10166201220001 | Ladda upp en bild av detta fornminne |
| Frändefors 122:2                         | Stenkrets                   |              | Frändefors, Dalsland |       | 58.528784, 12.211831 | 10166201220002 | Ladda upp en bild av detta fornminne |
| Frändefors 122:3                         | Hög                         |              | Frändefors, Dalsland |       | 58.528654, 12.211803 | 10166201220003 | Ladda upp en bild av detta fornminne |
| Frändefors 122:4                         | Stensättning                |              | Frändefors, Dalsland |       | 58.528560, 12.212170 | 10166201220004 | Ladda upp en bild av detta fornminne |
| Frändefors 122:5                         | Gravfält                    |              | Frändefors, Dalsland |       | 58.528219, 12.212291 | 10166201220005 | Ladda upp en bild av detta fornminne |
| Frändefors 123:1                         | Stensättning                |              | Frändefors, Dalsland |       | 58.524319, 12.205631 | 10166201230001 | Ladda upp en bild av detta fornminne |
| Frändefors 124:1                         | Stensättning                |              | Frändefors, Dalsland |       | 58.531083, 12.207686 | 10166201240001 | Ladda upp en bild av detta fornminne |
| Frändefors 125:1                         | Stensättning                |              | Frändefors, Dalsland |       | 58.531786, 12.209260 | 10166201250001 | Ladda upp en bild av detta fornminne |
| Frändefors 126:1                         | Hällristning                |              | Frändefors, Dalsland |       | 58.528060, 12.204753 | 10166201260001 | Ladda upp en bild av detta fornminne |
| Frändefors 139:1                         | Hög                         |              | Frändefors, Dalsland |       | 58.487517, 12.294441 | 10166201390001 | Ladda upp en bild av detta fornminne |
| Frändefors 140:1                         | Hög                         |              | Frändefors, Dalsland |       | 58.485006, 12.292981 | 10166201400001 | Ladda upp en bild av detta fornminne |
| Frändefors 141:1                         | Stensättning                |              | Frändefors, Dalsland |       | 58.527799, 12.204526 | 10166201410001 | Ladda upp en bild av detta fornminne |
| Frändefors 141:2                         | Stensättning                |              | Frändefors, Dalsland |       | 58.527707, 12.204652 | 10166201410002 | Ladda upp en bild av detta fornminne |
| Frändefors 143:1                         | Stenkammargrav              |              | Frändefors, Dalsland |       | 58.480657, 12.209049 | 10166201430001 | Ladda upp en bild av detta fornminne |
| Frändefors 401:1                         | Stensättning                |              | Frändefors, Dalsland |       | 58.406256, 12.318284 | 10166204010001 | Ladda upp en bild av detta fornminne |
| Frändefors 402:1                         | Stensättning                |              | Frändefors, Dalsland |       | 58.409184, 12.321615 | 10166204020001 | Ladda upp en bild av detta fornminne |
| Frändefors 440:1                         | Hög                         |              | Frändefors, Dalsland |       | 58.492195, 12.265575 | 10166204400001 | Ladda upp en bild av detta fornminne |
| Frändefors 461:1                         | Stensättning                |              | Frändefors, Dalsland |       | 58.494083, 12.186099 | 10166204610001 | Ladda upp en bild av detta fornminne |
| Frändefors 465:1                         | Gravfält                    |              | Frändefors, Dalsland |       | 58.500124, 12.158594 | 10166204650001 | Ladda upp en bild av detta fornminne |
| Frändefors 469:1                         | Stensättning                |              | Frändefors, Dalsland |       | 58.500721, 12.183213 | 10166204690001 | Ladda upp en bild av detta fornminne |
| Frändefors 469:2                         | Stensättning                |              | Frändefors, Dalsland |       | 58.500952, 12.183353 | 10166204690002 | Ladda upp en bild av detta fornminne |
| Frändefors 485:1                         | Hällristning                |              | Frändefors, Dalsland |       | 58.464498, 12.252440 | 10166204850001 | Ladda upp en bild av detta fornminne |
| Frändefors 485:2                         | Hällristning                |              | Frändefors, Dalsland |       | 58.464504, 12.252417 | 10166204850002 | Ladda upp en bild av detta fornminne |
| Frändefors 491:1                         | Stensättning                |              | Frändefors, Dalsland |       | 58.472905, 12.287059 | 10166204910001 | Ladda upp en bild av detta fornminne |
| Frändefors 492:1                         | Stensättning                |              | Frändefors, Dalsland |       | 58.458273, 12.264569 | 10166204920001 | Ladda upp en bild av detta fornminne |
| Frändefors 493:1                         | Stensättning                |              | Frändefors, Dalsland |       | 58.456490, 12.264977 | 10166204930001 | Ladda upp en bild av detta fornminne |
| Frändefors 498:1                         | Stensättning                |              | Frändefors, Dalsland |       | 58.449530, 12.271338 | 10166204980001 | Ladda upp en bild av detta fornminne |
| Frändefors 501:1                         | Stensättning                |              | Frändefors, Dalsland |       | 58.445605, 12.279481 | 10166205010001 | Ladda upp en bild av detta fornminne |
| Frändefors 501:2                         | Stensättning                |              | Frändefors, Dalsland |       | 58.445696, 12.279377 | 10166205010002 | Ladda upp en bild av detta fornminne |
| Frändefors 501:3                         | Stensättning                |              | Frändefors, Dalsland |       | 58.445497, 12.279416 | 10166205010003 | Ladda upp en bild av detta fornminne |
| Frändefors 504:1                         | Stensättning                |              | Frändefors, Dalsland |       | 58.450965, 12.280424 | 10166205040001 | Ladda upp en bild av detta fornminne |
| Frändefors 507:1                         | Stensättning                |              | Frändefors, Dalsland |       | 58.439179, 12.286950 | 10166205070001 | Ladda upp en bild av detta fornminne |
| Frändefors 513:1                         | Stensättning                |              | Frändefors, Dalsland |       | 58.429752, 12.309292 | 10166205130001 | Ladda upp en bild av detta fornminne |
| Frändefors 524:1                         | Stensättning                |              | Frändefors, Dalsland |       | 58.518584, 12.204945 | 10166205240001 | Ladda upp en bild av detta fornminne |
| Frändefors 557:1                         | Stensättning                |              | Frändefors, Dalsland |       | 58.447830, 12.251833 | 10166205570001 | Ladda upp en bild av detta fornminne |
| Frändefors 569:1                         | Stensättning                |              | Frändefors, Dalsland |       | 58.478939, 12.333029 | 10166205690001 | Ladda upp en bild av detta fornminne |
| Frändefors 589:1                         | Stensättning                |              | Frändefors, Dalsland |       | 58.399954, 12.152515 | 10166205890001 | Ladda upp en bild av detta fornminne |
| Torsbo Kvarn (Frändefors 630)            | Kvarn                       |              | Frändefors, Dalsland |       | 58.426552, 12.119615 | 12000000054466 | Ladda upp en bild av detta fornminne |
| Trombäljens Kvarn (Frändefors 634)       | Kvarn                       |              | Frändefors, Dalsland |       | 58.426717, 12.119384 | 12000000054470 | Ladda upp en bild av detta fornminne |

## Gestad
| Namn                       | Lämningstyp                 | Tillkomsttid | Historisk indelning | Plats | Läge                 | ID-nr          | Bild                                 |
| -------------------------- | --------------------------- | ------------ | ------------------- | ----- | -------------------- | -------------- | ------------------------------------ |
| Kungsbacka (Gestad 2:1)    | Gravfält                    |              | Gestad, Dalsland    |       | 58.559353, 12.454789 | 10166900020001 | Ladda upp en bild av detta fornminne |
| Gestad 3:1                 | Begravningsplats            |              | Gestad, Dalsland    |       | 58.553645, 12.454268 | 10166900030001 | Ladda upp en bild av detta fornminne |
| Gestad 8:1                 | Gravfält                    |              | Gestad, Dalsland    |       | 58.546560, 12.458688 | 10166900080001 | Ladda upp en bild av detta fornminne |
| Gestad 11:1                | Stensättning                |              | Gestad, Dalsland    |       | 58.536492, 12.445209 | 10166900110001 | Ladda upp en bild av detta fornminne |
| Gestad 12:1                | Stensättning                |              | Gestad, Dalsland    |       | 58.536189, 12.450571 | 10166900120001 | Ladda upp en bild av detta fornminne |
| Gestad 16:1                | Stensättning                |              | Gestad, Dalsland    |       | 58.538658, 12.465993 | 10166900160001 | Ladda upp en bild av detta fornminne |
| Rörviksröset (Gestad 18:1) | Röse                        |              | Gestad, Dalsland    |       | 58.510371, 12.494535 | 10166900180001 | Ladda upp en bild av detta fornminne |
| Gestad 20:1                | Röse                        |              | Gestad, Dalsland    |       | 58.516670, 12.458160 | 10166900200001 | Ladda upp en bild av detta fornminne |
| Gestad 22:1                | Röse                        |              | Gestad, Dalsland    |       | 58.484577, 12.467346 | 10166900220001 | Ladda upp en bild av detta fornminne |
| Gestad 23:1                | Stensättning                |              | Gestad, Dalsland    |       | 58.497597, 12.383472 | 10166900230001 | Ladda upp en bild av detta fornminne |
| Gestad 24:1                | Stenkammargrav              |              | Gestad, Dalsland    |       | 58.491347, 12.397188 | 10166900240001 | Ladda upp en bild av detta fornminne |
| Gestad 25:1                | Hög                         |              | Gestad, Dalsland    |       | 58.509954, 12.445471 | 10166900250001 | Ladda upp en bild av detta fornminne |
| Gestad 25:2                | Hög                         |              | Gestad, Dalsland    |       | 58.509392, 12.445249 | 10166900250002 | Ladda upp en bild av detta fornminne |
| Gestad 25:3                | Hög                         |              | Gestad, Dalsland    |       | 58.509612, 12.444977 | 10166900250003 | Ladda upp en bild av detta fornminne |
| Gestad 30:1                | Stensättning                |              | Gestad, Dalsland    |       | 58.484411, 12.468778 | 10166900300001 | Ladda upp en bild av detta fornminne |
| Gestad 51:1                | Stensättning                |              | Gestad, Dalsland    |       | 58.455394, 12.369431 | 10166900510001 | Ladda upp en bild av detta fornminne |
| Gestad 54:1                | Gravfält                    |              | Gestad, Dalsland    |       | 58.460570, 12.368742 | 10166900540001 | Ladda upp en bild av detta fornminne |
| Gestad 56:1                | Röse                        |              | Gestad, Dalsland    |       | 58.468399, 12.386429 | 10166900560001 | Ladda upp en bild av detta fornminne |
| Gestad 56:2                | Röse                        |              | Gestad, Dalsland    |       | 58.468126, 12.385787 | 10166900560002 | Ladda upp en bild av detta fornminne |
| Gestad 56:3                | Röse                        |              | Gestad, Dalsland    |       | 58.468774, 12.386923 | 10166900560003 | Ladda upp en bild av detta fornminne |
| Gestad 57:1                | Röse                        |              | Gestad, Dalsland    |       | 58.470146, 12.390403 | 10166900570001 | Ladda upp en bild av detta fornminne |
| Gestad 58:1                | Stensättning                |              | Gestad, Dalsland    |       | 58.471089, 12.390033 | 10166900580001 | Ladda upp en bild av detta fornminne |
| Gestad 58:2                | Stensättning                |              | Gestad, Dalsland    |       | 58.471011, 12.390070 | 10166900580002 | Ladda upp en bild av detta fornminne |
| Gestad 58:3                | Grav markerad av sten/block |              | Gestad, Dalsland    |       | 58.471009, 12.389947 | 10166900580003 | Ladda upp en bild av detta fornminne |
| Gestad 59:1                | Stensättning                |              | Gestad, Dalsland    |       | 58.471395, 12.389306 | 10166900590001 | Ladda upp en bild av detta fornminne |
| Gestad 59:2                | Stensättning                |              | Gestad, Dalsland    |       | 58.471205, 12.389099 | 10166900590002 | Ladda upp en bild av detta fornminne |
| Gestad 60:1                | Stensättning                |              | Gestad, Dalsland    |       | 58.469989, 12.395722 | 10166900600001 | Ladda upp en bild av detta fornminne |
| Gestad 61:1                | Stensättning                |              | Gestad, Dalsland    |       | 58.473584, 12.396271 | 10166900610001 | Ladda upp en bild av detta fornminne |
| Gestad 64:1                | Stenkammargrav              |              | Gestad, Dalsland    |       | 58.486406, 12.401642 | 10166900640001 | Ladda upp en bild av detta fornminne |
| Gestad 100:1               | Stensättning                |              | Gestad, Dalsland    |       | 58.525034, 12.477685 | 10166901000001 | Ladda upp en bild av detta fornminne |
| Gestad 103:1               | Stensättning                |              | Gestad, Dalsland    |       | 58.491944, 12.456058 | 10166901030001 | Ladda upp en bild av detta fornminne |
| Gestad 104:1               | Grav markerad av sten/block |              | Gestad, Dalsland    |       | 58.507990, 12.443922 | 10166901040001 | Ladda upp en bild av detta fornminne |
| Gestad 190:1               | Stensättning                |              | Gestad, Dalsland    |       | 58.473857, 12.399096 | 10166901900001 | Ladda upp en bild av detta fornminne |
| Kungshögen (Gestad 199:1)  | Hög                         |              | Gestad, Dalsland    |       | 58.557662, 12.450535 | 10166901990001 | Ladda upp en bild av detta fornminne |

## Sundals-Ryr
| Namn              | Lämningstyp                 | Tillkomsttid | Historisk indelning   | Plats | Läge                 | ID-nr          | Bild                                      |
| ----------------- | --------------------------- | ------------ | --------------------- | ----- | -------------------- | -------------- | ----------------------------------------- |
| Sundals-Ryr 1:1   | Röse                        |              | Sundals-Ryr, Dalsland |       | 58.579030, 12.145075 | 10178200010001 | Ladda upp en bild av detta fornminne      |
| Sundals-Ryr 4:1   | Stensättning                |              | Sundals-Ryr, Dalsland |       | 58.566824, 12.139176 | 10178200040001 | Ladda upp en bild av detta fornminne      |
| Sundals-Ryr 6:1   | Fornborg                    |              | Sundals-Ryr, Dalsland |       | 58.571931, 12.153582 | 10178200060001 | Ladda upp en bild av detta fornminne      |
| Sundals-Ryr 7:1   | Röse                        |              | Sundals-Ryr, Dalsland |       | 58.577688, 12.208666 | 10178200070001 | Ladda upp en bild av detta fornminne      |
| Sundals-Ryr 8:1   | Stensättning                |              | Sundals-Ryr, Dalsland |       | 58.577264, 12.207950 | 10178200080001 | Ladda upp en bild av detta fornminne      |
| Sundals-Ryr 8:2   | Stensättning                |              | Sundals-Ryr, Dalsland |       | 58.576948, 12.207535 | 10178200080002 | Ladda upp en bild av detta fornminne      |
| Sundals-Ryr 8:3   | Stensättning                |              | Sundals-Ryr, Dalsland |       | 58.576656, 12.207755 | 10178200080003 | Ladda upp en bild av detta fornminne      |
| Sundals-Ryr 9:1   | Gravfält                    |              | Sundals-Ryr, Dalsland |       | 58.578807, 12.208813 | 10178200090001 | Ladda upp en bild av detta fornminne      |
| Sundals-Ryr 10:1  | Stensättning                |              | Sundals-Ryr, Dalsland |       | 58.557751, 12.169593 | 10178200100001 | Ladda upp en bild av detta fornminne      |
| Sundals-Ryr 11:1  | Stensättning                |              | Sundals-Ryr, Dalsland |       | 58.553076, 12.182928 | 10178200110001 | Ladda upp en bild av detta fornminne      |
| Sundals-Ryr 11:2  | Stensättning                |              | Sundals-Ryr, Dalsland |       | 58.553393, 12.183058 | 10178200110002 | Ladda upp en bild av detta fornminne      |
| Sundals-Ryr 11:3  | Stensättning                |              | Sundals-Ryr, Dalsland |       | 58.553361, 12.182824 | 10178200110003 | Ladda upp en bild av detta fornminne      |
| Sundals-Ryr 11:4  | Stensättning                |              | Sundals-Ryr, Dalsland |       | 58.553591, 12.182409 | 10178200110004 | Ladda upp en bild av detta fornminne      |
| Sundals-Ryr 12:1  | Stensättning                |              | Sundals-Ryr, Dalsland |       | 58.558164, 12.178633 | 10178200120001 | Ladda upp en bild av detta fornminne      |
| Sundals-Ryr 13:1  | Stensättning                |              | Sundals-Ryr, Dalsland |       | 58.552553, 12.188771 | 10178200130001 | Ladda upp en bild av detta fornminne      |
| Sundals-Ryr 14:1  | Röse                        |              | Sundals-Ryr, Dalsland |       | 58.552329, 12.185791 | 10178200140001 | Ladda upp en bild av detta fornminne      |
| Sundals-Ryr 16:1  | Gravfält                    |              | Sundals-Ryr, Dalsland |       | 58.552550, 12.202206 | 10178200160001 | Ladda upp en bild av detta fornminne      |
| Sundals-Ryr 17:1  | Hällristning                |              | Sundals-Ryr, Dalsland |       | 58.570934, 12.208364 | 10178200170001 | Ladda upp en till bild av detta fornminne |
| Sundals-Ryr 17:2  | Hällristning                |              | Sundals-Ryr, Dalsland |       | 58.571071, 12.208560 | 10178200170002 | Ladda upp en bild av detta fornminne      |
| Sundals-Ryr 17:3  | Hällristning                |              | Sundals-Ryr, Dalsland |       | 58.570534, 12.208257 | 10178200170003 | Ladda upp en bild av detta fornminne      |
| Sundals-Ryr 18:1  | Stenkammargrav              |              | Sundals-Ryr, Dalsland |       | 58.556318, 12.202720 | 10178200180001 | Ladda upp en bild av detta fornminne      |
| Sundals-Ryr 20:1  | Stensättning                |              | Sundals-Ryr, Dalsland |       | 58.536694, 12.219206 | 10178200200001 | Ladda upp en bild av detta fornminne      |
| Sundals-Ryr 20:2  | Grav markerad av sten/block |              | Sundals-Ryr, Dalsland |       | 58.536871, 12.219525 | 10178200200002 | Ladda upp en bild av detta fornminne      |
| Sundals-Ryr 21:1  | Stenkammargrav              |              | Sundals-Ryr, Dalsland |       | 58.537426, 12.187750 | 10178200210001 | Ladda upp en bild av detta fornminne      |
| Sundals-Ryr 22:1  | Stensättning                |              | Sundals-Ryr, Dalsland |       | 58.555812, 12.218427 | 10178200220001 | Ladda upp en bild av detta fornminne      |
| Sundals-Ryr 23:1  | Gravfält                    |              | Sundals-Ryr, Dalsland |       | 58.554157, 12.214971 | 10178200230001 | Ladda upp en bild av detta fornminne      |
| Sundals-Ryr 25:1  | Hög                         |              | Sundals-Ryr, Dalsland |       | 58.551952, 12.233909 | 10178200250001 | Ladda upp en bild av detta fornminne      |
| Sundals-Ryr 26:1  | Stensättning                |              | Sundals-Ryr, Dalsland |       | 58.540002, 12.229292 | 10178200260001 | Ladda upp en bild av detta fornminne      |
| Sundals-Ryr 26:2  | Stensättning                |              | Sundals-Ryr, Dalsland |       | 58.540198, 12.229809 | 10178200260002 | Ladda upp en bild av detta fornminne      |
| Sundals-Ryr 26:3  | Stensättning                |              | Sundals-Ryr, Dalsland |       | 58.540232, 12.229561 | 10178200260003 | Ladda upp en bild av detta fornminne      |
| Sundals-Ryr 26:4  | Stensättning                |              | Sundals-Ryr, Dalsland |       | 58.540348, 12.229577 | 10178200260004 | Ladda upp en bild av detta fornminne      |
| Sundals-Ryr 26:5  | Stensättning                |              | Sundals-Ryr, Dalsland |       | 58.540331, 12.229819 | 10178200260005 | Ladda upp en bild av detta fornminne      |
| Sundals-Ryr 27:1  | Stensättning                |              | Sundals-Ryr, Dalsland |       | 58.537069, 12.223889 | 10178200270001 | Ladda upp en bild av detta fornminne      |
| Sundals-Ryr 28:1  | Hög                         |              | Sundals-Ryr, Dalsland |       | 58.533343, 12.214324 | 10178200280001 | Ladda upp en bild av detta fornminne      |
| Sundals-Ryr 28:3  | Stensättning                |              | Sundals-Ryr, Dalsland |       | 58.533212, 12.214251 | 10178200280003 | Ladda upp en bild av detta fornminne      |
| Sundals-Ryr 33:1  | Stenkammargrav              |              | Sundals-Ryr, Dalsland |       | 58.556764, 12.202570 | 10178200330001 | Ladda upp en bild av detta fornminne      |
| Sundals-Ryr 34:1  | Gravfält                    |              | Sundals-Ryr, Dalsland |       | 58.530078, 12.250693 | 10178200340001 | Ladda upp en bild av detta fornminne      |
| Sundals-Ryr 35:1  | Stensättning                |              | Sundals-Ryr, Dalsland |       | 58.556690, 12.172946 | 10178200350001 | Ladda upp en bild av detta fornminne      |
| Sundals-Ryr 36:1  | Stensättning                |              | Sundals-Ryr, Dalsland |       | 58.554684, 12.169720 | 10178200360001 | Ladda upp en bild av detta fornminne      |
| Sundals-Ryr 44:1  | Stensättning                |              | Sundals-Ryr, Dalsland |       | 58.595213, 12.220211 | 10178200440001 | Ladda upp en bild av detta fornminne      |
| Sundals-Ryr 45:1  | Röse                        |              | Sundals-Ryr, Dalsland |       | 58.606524, 12.268796 | 10178200450001 | Ladda upp en bild av detta fornminne      |
| Sundals-Ryr 45:2  | Stensättning                |              | Sundals-Ryr, Dalsland |       | 58.606741, 12.269047 | 10178200450002 | Ladda upp en bild av detta fornminne      |
| Sundals-Ryr 47:1  | Stensättning                |              | Sundals-Ryr, Dalsland |       | 58.533407, 12.215704 | 10178200470001 | Ladda upp en bild av detta fornminne      |
| Sundals-Ryr 47:2  | Stensättning                |              | Sundals-Ryr, Dalsland |       | 58.533510, 12.215739 | 10178200470002 | Ladda upp en bild av detta fornminne      |
| Sundals-Ryr 47:4  | Stensättning                |              | Sundals-Ryr, Dalsland |       | 58.533448, 12.215577 | 10178200470004 | Ladda upp en bild av detta fornminne      |
| Sundals-Ryr 56:1  | Stensättning                |              | Sundals-Ryr, Dalsland |       | 58.574224, 12.248602 | 10178200560001 | Ladda upp en bild av detta fornminne      |
| Sundals-Ryr 56:2  | Stensättning                |              | Sundals-Ryr, Dalsland |       | 58.574120, 12.248432 | 10178200560002 | Ladda upp en bild av detta fornminne      |
| Sundals-Ryr 56:5  | Stensättning                |              | Sundals-Ryr, Dalsland |       | 58.573947, 12.248823 | 10178200560005 | Ladda upp en bild av detta fornminne      |
| Sundals-Ryr 97:1  | Stensättning                |              | Sundals-Ryr, Dalsland |       | 58.555149, 12.168765 | 10178200970001 | Ladda upp en bild av detta fornminne      |
| Sundals-Ryr 98:1  | Stensättning                |              | Sundals-Ryr, Dalsland |       | 58.554682, 12.184289 | 10178200980001 | Ladda upp en bild av detta fornminne      |
| Sundals-Ryr 99:1  | Stensättning                |              | Sundals-Ryr, Dalsland |       | 58.541922, 12.196456 | 10178200990001 | Ladda upp en bild av detta fornminne      |
| Sundals-Ryr 99:2  | Stensättning                |              | Sundals-Ryr, Dalsland |       | 58.541998, 12.196266 | 10178200990002 | Ladda upp en bild av detta fornminne      |
| Sundals-Ryr 99:3  | Stensättning                |              | Sundals-Ryr, Dalsland |       | 58.541815, 12.195755 | 10178200990003 | Ladda upp en bild av detta fornminne      |
| Sundals-Ryr 101:1 | Stensättning                |              | Sundals-Ryr, Dalsland |       | 58.541278, 12.198091 | 10178201010001 | Ladda upp en bild av detta fornminne      |
| Sundals-Ryr 101:2 | Stensättning                |              | Sundals-Ryr, Dalsland |       | 58.541157, 12.197897 | 10178201010002 | Ladda upp en bild av detta fornminne      |
| Sundals-Ryr 101:3 | Stensättning                |              | Sundals-Ryr, Dalsland |       | 58.541137, 12.198153 | 10178201010003 | Ladda upp en bild av detta fornminne      |
| Sundals-Ryr 102:1 | Stensättning                |              | Sundals-Ryr, Dalsland |       | 58.538379, 12.224543 | 10178201020001 | Ladda upp en bild av detta fornminne      |
| Sundals-Ryr 108:1 | Stensättning                |              | Sundals-Ryr, Dalsland |       | 58.576042, 12.207258 | 10178201080001 | Ladda upp en bild av detta fornminne      |
| Sundals-Ryr 122:1 | Röse                        |              | Sundals-Ryr, Dalsland |       | 58.581653, 12.296726 | 10178201220001 | Ladda upp en bild av detta fornminne      |
| Sundals-Ryr 123:1 | Stensättning                |              | Sundals-Ryr, Dalsland |       | 58.581128, 12.295949 | 10178201230001 | Ladda upp en bild av detta fornminne      |
| Sundals-Ryr 136:1 | Stensättning                |              | Sundals-Ryr, Dalsland |       | 58.623800, 12.218134 | 10178201360001 | Ladda upp en bild av detta fornminne      |
| Sundals-Ryr 144:1 | Stensättning                |              | Sundals-Ryr, Dalsland |       | 58.549837, 12.193184 | 10178201440001 | Ladda upp en bild av detta fornminne      |
| Sundals-Ryr 147:1 | Hällristning                |              | Sundals-Ryr, Dalsland |       | 58.571807, 12.208870 | 10178201470001 | Ladda upp en bild av detta fornminne      |
| Sundals-Ryr 151:1 | Stensättning                |              | Sundals-Ryr, Dalsland |       | 58.546621, 12.193110 | 10178201510001 | Ladda upp en bild av detta fornminne      |
| Sundals-Ryr 152:1 | Stensättning                |              | Sundals-Ryr, Dalsland |       | 58.556128, 12.189669 | 10178201520001 | Ladda upp en bild av detta fornminne      |
| Sundals-Ryr 152:2 | Stensättning                |              | Sundals-Ryr, Dalsland |       | 58.556234, 12.189528 | 10178201520002 | Ladda upp en bild av detta fornminne      |
| Sundals-Ryr 152:3 | Stensättning                |              | Sundals-Ryr, Dalsland |       | 58.556317, 12.189399 | 10178201520003 | Ladda upp en bild av detta fornminne      |

## Väne-Ryr
| Namn                       | Lämningstyp      | Tillkomsttid | Historisk indelning     | Plats | Läge                 | ID-nr          | Bild                                 |
| -------------------------- | ---------------- | ------------ | ----------------------- | ----- | -------------------- | -------------- | ------------------------------------ |
| Väne-Ryr 3:1               | Begravningsplats |              | Väne-Ryr, Västergötland |       | 58.351265, 12.109037 | 10181900030001 | Ladda upp en bild av detta fornminne |
| Jättegraven (Väne-Ryr 4:1) | Gravfält         |              | Väne-Ryr, Västergötland |       | 58.362774, 12.133773 | 10181900040001 | Ladda upp en bild av detta fornminne |
| Väne-Ryr 7:1               | Stenkammargrav   |              | Väne-Ryr, Västergötland |       | 58.354725, 12.137056 | 10181900070001 | Ladda upp en bild av detta fornminne |
| Väne-Ryr 11:1              | Stensättning     |              | Väne-Ryr, Västergötland |       | 58.350958, 12.120767 | 10181900110001 | Ladda upp en bild av detta fornminne |
| Väne-Ryr 22:1              | Stensättning     |              | Väne-Ryr, Västergötland |       | 58.313657, 12.115467 | 10181900220001 | Ladda upp en bild av detta fornminne |
| Väne-Ryr 36:1              | Gravfält         |              | Väne-Ryr, Västergötland |       | 58.330123, 12.118586 | 10181900360001 | Ladda upp en bild av detta fornminne |
| Väne-Ryr 44:1              | Stensättning     |              | Väne-Ryr, Västergötland |       | 58.315339, 12.113535 | 10181900440001 | Ladda upp en bild av detta fornminne |
| Väne-Ryr 44:2              | Stensättning     |              | Väne-Ryr, Västergötland |       | 58.315377, 12.113702 | 10181900440002 | Ladda upp en bild av detta fornminne |
| Väne-Ryr 52:1              | Stensättning     |              | Väne-Ryr, Västergötland |       | 58.363303, 12.134335 | 10181900520001 | Ladda upp en bild av detta fornminne |
| Väne-Ryr 52:2              | Röse             |              | Väne-Ryr, Västergötland |       | 58.363161, 12.134478 | 10181900520002 | Ladda upp en bild av detta fornminne |

## Vänersborg
| Namn                                | Lämningstyp             | Tillkomsttid | Historisk indelning       | Plats | Läge                 | ID-nr          | Bild                                      |
| ----------------------------------- | ----------------------- | ------------ | ------------------------- | ----- | -------------------- | -------------- | ----------------------------------------- |
| Vänersborg 2:1                      | Hällristning            |              | Vänersborg, Västergötland |       | 58.350694, 12.321306 | 10182100020001 | Ladda upp en bild av detta fornminne      |
| Vänersborg 2:2                      | Hällristning            |              | Vänersborg, Västergötland |       | 58.350806, 12.321461 | 10182100020002 | Ladda upp en bild av detta fornminne      |
| Vassända kyrkoruin (Vänersborg 6:1) | Kyrka/kapell            |              | Vänersborg, Västergötland |       | 58.351966, 12.311522 | 10182100060001 | Ladda upp en till bild av detta fornminne |
| Vassända kyrkogård (Vänersborg 6:3) | Begravningsplats        |              | Vänersborg, Västergötland |       | 58.352001, 12.311277 | 10182100060003 | Ladda upp en till bild av detta fornminne |
| Vänersborg 16:1                     | Hällristning            |              | Vänersborg, Västergötland |       | 58.342978, 12.368072 | 10182100160001 | Ladda upp en bild av detta fornminne      |
| Vänersborg 25:1                     | Stensättning            |              | Vänersborg, Västergötland |       | 58.347305, 12.309060 | 10182100250001 | Ladda upp en bild av detta fornminne      |
| Brätte kyrkogård (Vänersborg 27:2)  | Begravningsplats        |              | Vänersborg, Västergötland |       | 58.343648, 12.299470 | 10182100270002 | Ladda upp en bild av detta fornminne      |
| Sundsberget (Vänersborg 32:1)       | Gravfält                |              | Vänersborg, Västergötland |       | 58.327379, 12.324716 | 10182100320001 | Ladda upp en bild av detta fornminne      |
| Vänersborg 37:1                     | Stensättning            |              | Vänersborg, Västergötland |       | 58.351656, 12.160254 | 10182100370001 | Ladda upp en bild av detta fornminne      |
| Vänersborg 51:1                     | Stensättning            |              | Vänersborg, Västergötland |       | 58.361845, 12.231025 | 10182100510001 | Ladda upp en bild av detta fornminne      |
| Naglums kyrkogård (Vänersborg 73:1) | Begravningsplats        |              | Vänersborg, Västergötland |       | 58.323008, 12.321392 | 10182100730001 | Ladda upp en till bild av detta fornminne |
| Naglums kyrkoruin (Vänersborg 73:2) | Kyrka/kapell            |              | Vänersborg, Västergötland |       | 58.323138, 12.321574 | 10182100730002 | Ladda upp en till bild av detta fornminne |
| Vänersborg 78:1                     | Gravfält                |              | Vänersborg, Västergötland |       | 58.355665, 12.170219 | 10182100780001 | Ladda upp en bild av detta fornminne      |
| Vänersborg 79:1                     | Stensättning            |              | Vänersborg, Västergötland |       | 58.355022, 12.167068 | 10182100790001 | Ladda upp en bild av detta fornminne      |
| Vänersborg 79:2                     | Stensättning            |              | Vänersborg, Västergötland |       | 58.355146, 12.167056 | 10182100790002 | Ladda upp en bild av detta fornminne      |
| Vänersborg 84:1                     | Hällristning            |              | Vänersborg, Västergötland |       | 58.367148, 12.324130 | 10182100840001 | Ladda upp en bild av detta fornminne      |
| Vänersborg 84:2                     | Hällristning            |              | Vänersborg, Västergötland |       | 58.367148, 12.324130 | 10182100840002 | Ladda upp en bild av detta fornminne      |
| Vänersborg 84:3                     | Hällristning            |              | Vänersborg, Västergötland |       | 58.367148, 12.324130 | 10182100840003 | Ladda upp en bild av detta fornminne      |
| Vänersborg 84:4                     | Hällristning            |              | Vänersborg, Västergötland |       | 58.367148, 12.324130 | 10182100840004 | Ladda upp en bild av detta fornminne      |
| Vänersborg 85:1                     | Hällristning            |              | Vänersborg, Västergötland |       | 58.367781, 12.325373 | 10182100850001 | Ladda upp en bild av detta fornminne      |
| Vänersborg 85:2                     | Hällristning            |              | Vänersborg, Västergötland |       | 58.367728, 12.325494 | 10182100850002 | Ladda upp en bild av detta fornminne      |
| Vänersborg 97:1                     | Stensättning            |              | Vänersborg, Västergötland |       | 58.347250, 12.310056 | 10182100970001 | Ladda upp en bild av detta fornminne      |
| Vänersborg 99:1                     | Gravfält                |              | Vänersborg, Västergötland |       | 58.345948, 12.372765 | 10182100990001 | Ladda upp en bild av detta fornminne      |
| Vänersborg 108:1                    | Hällristning            |              | Vänersborg, Västergötland |       | 58.366813, 12.323666 | 10182101080001 | Ladda upp en bild av detta fornminne      |
| Vänersborg 108:2                    | Hällristning            |              | Vänersborg, Västergötland |       | 58.366834, 12.323689 | 10182101080002 | Ladda upp en bild av detta fornminne      |
| Vänersborg 150                      | Stensättning            |              | Vänersborg, Västergötland |       | 58.336219, 12.342854 | 12000000001995 | Ladda upp en bild av detta fornminne      |
| Hermanstorp (Vänersborg 170)        | Lägenhetsbebyggelse     |              | Vänersborg, Västergötland |       | 58.344282, 12.332186 | 12000000039760 | Ladda upp en bild av detta fornminne      |
| Onsjö Krog (Vänersborg 183)         | Husgrund, historisk tid |              | Vänersborg, Västergötland |       | 58.345373, 12.346228 | 12000000072038 | Ladda upp en bild av detta fornminne      |

## Vänersnäs
| Namn                                   | Lämningstyp                 | Tillkomsttid | Historisk indelning      | Plats | Läge                 | ID-nr          | Bild                                 |
| -------------------------------------- | --------------------------- | ------------ | ------------------------ | ----- | -------------------- | -------------- | ------------------------------------ |
| Vänersnäs 1:1                          | Röse                        |              | Vänersnäs, Västergötland |       | 58.472814, 12.603251 | 10182200010001 | Ladda upp en bild av detta fornminne |
| Vänersnäs 1:2                          | Hög                         |              | Vänersnäs, Västergötland |       | 58.472657, 12.603067 | 10182200010002 | Ladda upp en bild av detta fornminne |
| Vänersnäs 3:1                          | Stenkammargrav              |              | Vänersnäs, Västergötland |       | 58.470816, 12.611685 | 10182200030001 | Ladda upp en bild av detta fornminne |
| Vänersnäs 5:1                          | Hällristning                |              | Vänersnäs, Västergötland |       | 58.466188, 12.625301 | 10182200050001 | Ladda upp en bild av detta fornminne |
| Vänersnäs 6:1                          | Hällristning                |              | Vänersnäs, Västergötland |       | 58.464064, 12.622924 | 10182200060001 | Ladda upp en bild av detta fornminne |
| Vänersnäs 6:2                          | Hällristning                |              | Vänersnäs, Västergötland |       | 58.464064, 12.622924 | 10182200060002 | Ladda upp en bild av detta fornminne |
| Vänersnäs 6:3                          | Hällristning                |              | Vänersnäs, Västergötland |       | 58.464064, 12.622924 | 10182200060003 | Ladda upp en bild av detta fornminne |
| Vänersnäs 6:4                          | Hällristning                |              | Vänersnäs, Västergötland |       | 58.464064, 12.622924 | 10182200060004 | Ladda upp en bild av detta fornminne |
| Vänersnäs 7:1                          | Hällristning                |              | Vänersnäs, Västergötland |       | 58.469445, 12.616482 | 10182200070001 | Ladda upp en bild av detta fornminne |
| Vänersnäs 8:1                          | Stensättning                |              | Vänersnäs, Västergötland |       | 58.462727, 12.626876 | 10182200080001 | Ladda upp en bild av detta fornminne |
| Vänersnäs 9:1                          | Hällristning                |              | Vänersnäs, Västergötland |       | 58.464204, 12.634367 | 10182200090001 | Ladda upp en bild av detta fornminne |
| Vänersnäs 9:2                          | Hällristning                |              | Vänersnäs, Västergötland |       | 58.464133, 12.634370 | 10182200090002 | Ladda upp en bild av detta fornminne |
| Vänersnäs 9:3                          | Hällristning                |              | Vänersnäs, Västergötland |       | 58.464251, 12.634427 | 10182200090003 | Ladda upp en bild av detta fornminne |
| Vänersnäs 10:1                         | Gravfält                    |              | Vänersnäs, Västergötland |       | 58.466033, 12.635905 | 10182200100001 | Ladda upp en bild av detta fornminne |
| Vänersnäs 12:1                         | Röse                        |              | Vänersnäs, Västergötland |       | 58.454883, 12.631103 | 10182200120001 | Ladda upp en bild av detta fornminne |
| Vänersnäs 12:2                         | Stensättning                |              | Vänersnäs, Västergötland |       | 58.454986, 12.631232 | 10182200120002 | Ladda upp en bild av detta fornminne |
| Vänersnäs 20:1                         | Hällristning                |              | Vänersnäs, Västergötland |       | 58.456918, 12.587697 | 10182200200001 | Ladda upp en bild av detta fornminne |
| Vänersnäs 21:1                         | Röse                        |              | Vänersnäs, Västergötland |       | 58.458483, 12.582803 | 10182200210001 | Ladda upp en bild av detta fornminne |
| Vänersnäs 22:1                         | Röse                        |              | Vänersnäs, Västergötland |       | 58.457746, 12.583285 | 10182200220001 | Ladda upp en bild av detta fornminne |
| Vänersnäs 22:2                         | Stensättning                |              | Vänersnäs, Västergötland |       | 58.457830, 12.583441 | 10182200220002 | Ladda upp en bild av detta fornminne |
| Vänersnäs 23:1                         | Röse                        |              | Vänersnäs, Västergötland |       | 58.456455, 12.585482 | 10182200230001 | Ladda upp en bild av detta fornminne |
| Vänersnäs 24:1                         | Stensättning                |              | Vänersnäs, Västergötland |       | 58.454858, 12.582005 | 10182200240001 | Ladda upp en bild av detta fornminne |
| Vänersnäs 26:1                         | Stensättning                |              | Vänersnäs, Västergötland |       | 58.452935, 12.584783 | 10182200260001 | Ladda upp en bild av detta fornminne |
| Vänersnäs 27:1                         | Stenkrets                   |              | Vänersnäs, Västergötland |       | 58.456741, 12.603465 | 10182200270001 | Ladda upp en bild av detta fornminne |
| Vänersnäs 27:2                         | Stenkrets                   |              | Vänersnäs, Västergötland |       | 58.456654, 12.603321 | 10182200270002 | Ladda upp en bild av detta fornminne |
| Vänersnäs 27:3                         | Stenkrets                   |              | Vänersnäs, Västergötland |       | 58.456736, 12.603226 | 10182200270003 | Ladda upp en bild av detta fornminne |
| Vänersnäs 27:4                         | Grav markerad av sten/block |              | Vänersnäs, Västergötland |       | 58.456616, 12.603160 | 10182200270004 | Ladda upp en bild av detta fornminne |
| Vänersnäs 31:1                         | Stensättning                |              | Vänersnäs, Västergötland |       | 58.441183, 12.614651 | 10182200310001 | Ladda upp en bild av detta fornminne |
| Vänersnäs 34:1                         | Stenkrets                   |              | Vänersnäs, Västergötland |       | 58.439980, 12.609901 | 10182200340001 | Ladda upp en bild av detta fornminne |
| Vänersnäs 34:2                         | Stenkrets                   |              | Vänersnäs, Västergötland |       | 58.440011, 12.609299 | 10182200340002 | Ladda upp en bild av detta fornminne |
| Vänersnäs 35:1                         | Stensättning                |              | Vänersnäs, Västergötland |       | 58.439788, 12.608850 | 10182200350001 | Ladda upp en bild av detta fornminne |
| Vänersnäs 35:2                         | Stenkrets                   |              | Vänersnäs, Västergötland |       | 58.439698, 12.608707 | 10182200350002 | Ladda upp en bild av detta fornminne |
| Vänersnäs 35:3                         | Stensättning                |              | Vänersnäs, Västergötland |       | 58.439848, 12.608503 | 10182200350003 | Ladda upp en bild av detta fornminne |
| Vänersnäs 36:1                         | Hällristning                |              | Vänersnäs, Västergötland |       | 58.396205, 12.564140 | 10182200360001 | Ladda upp en bild av detta fornminne |
| Vänersnäs 37:1                         | Hällristning                |              | Vänersnäs, Västergötland |       | 58.396472, 12.565189 | 10182200370001 | Ladda upp en bild av detta fornminne |
| Vänersnäs 38:1                         | Hällristning                |              | Vänersnäs, Västergötland |       | 58.395519, 12.564191 | 10182200380001 | Ladda upp en bild av detta fornminne |
| Vänersnäs 38:2                         | Hällristning                |              | Vänersnäs, Västergötland |       | 58.395264, 12.564146 | 10182200380002 | Ladda upp en bild av detta fornminne |
| Vänersnäs 38:3                         | Hällristning                |              | Vänersnäs, Västergötland |       | 58.395198, 12.564095 | 10182200380003 | Ladda upp en bild av detta fornminne |
| Vänersnäs 38:4                         | Hällristning                |              | Vänersnäs, Västergötland |       | 58.395191, 12.564082 | 10182200380004 | Ladda upp en bild av detta fornminne |
| Vänersnäs 38:5                         | Hällristning                |              | Vänersnäs, Västergötland |       | 58.395153, 12.564216 | 10182200380005 | Ladda upp en bild av detta fornminne |
| Vänersnäs 38:6                         | Hällristning                |              | Vänersnäs, Västergötland |       | 58.395422, 12.563948 | 10182200380006 | Ladda upp en bild av detta fornminne |
| Kungshögen (Vänersnäs 39:1)            | Hög                         |              | Vänersnäs, Västergötland |       | 58.391514, 12.565506 | 10182200390001 | Ladda upp en bild av detta fornminne |
| Vänersnäs 40:1                         | Hällristning                |              | Vänersnäs, Västergötland |       | 58.394758, 12.570174 | 10182200400001 | Ladda upp en bild av detta fornminne |
| Vänersnäs 41:1                         | Hällristning                |              | Vänersnäs, Västergötland |       | 58.396453, 12.572161 | 10182200410001 | Ladda upp en bild av detta fornminne |
| Vänersnäs 42:1                         | Runristning                 |              | Vänersnäs, Västergötland |       | 58.400426, 12.570535 | 10182200420001 | Ladda upp en bild av detta fornminne |
| Vänersnäs 46:1                         | Stensättning                |              | Vänersnäs, Västergötland |       | 58.396909, 12.554631 | 10182200460001 | Ladda upp en bild av detta fornminne |
| Vänersnäs 47:1                         | Hällristning                |              | Vänersnäs, Västergötland |       | 58.401505, 12.559292 | 10182200470001 | Ladda upp en bild av detta fornminne |
| Vänersnäs 48:1                         | Hällristning                |              | Vänersnäs, Västergötland |       | 58.399266, 12.545682 | 10182200480001 | Ladda upp en bild av detta fornminne |
| Vänersnäs 48:2                         | Hällristning                |              | Vänersnäs, Västergötland |       | 58.399549, 12.545853 | 10182200480002 | Ladda upp en bild av detta fornminne |
| Vänersnäs 48:3                         | Hällristning                |              | Vänersnäs, Västergötland |       | 58.399206, 12.545653 | 10182200480003 | Ladda upp en bild av detta fornminne |
| Vänersnäs 49:1                         | Röse                        |              | Vänersnäs, Västergötland |       | 58.415235, 12.544897 | 10182200490001 | Ladda upp en bild av detta fornminne |
| Vänersnäs 51:1                         | Hög                         |              | Vänersnäs, Västergötland |       | 58.382770, 12.510213 | 10182200510001 | Ladda upp en bild av detta fornminne |
| Vänersnäs 51:2                         | Stensättning                |              | Vänersnäs, Västergötland |       | 58.382882, 12.510083 | 10182200510002 | Ladda upp en bild av detta fornminne |
| Gröna Siken (Vänersnäs 52:1)           | Stensättning                |              | Vänersnäs, Västergötland |       | 58.380045, 12.520234 | 10182200520001 | Ladda upp en bild av detta fornminne |
| Vänersnäs 56:1                         | Hög                         |              | Vänersnäs, Västergötland |       | 58.387597, 12.530284 | 10182200560001 | Ladda upp en bild av detta fornminne |
| Vänersnäs 56:2                         | Stensättning                |              | Vänersnäs, Västergötland |       | 58.387707, 12.530106 | 10182200560002 | Ladda upp en bild av detta fornminne |
| Vänersnäs 58:1                         | Kyrka/kapell                |              | Vänersnäs, Västergötland |       | 58.385371, 12.535779 | 10182200580001 | Ladda upp en bild av detta fornminne |
| Vänersnäs 63:1                         | Stensättning                |              | Vänersnäs, Västergötland |       | 58.386353, 12.537851 | 10182200630001 | Ladda upp en bild av detta fornminne |
| Vänersnäs 64:1                         | Stensättning                |              | Vänersnäs, Västergötland |       | 58.389977, 12.545668 | 10182200640001 | Ladda upp en bild av detta fornminne |
| Vänersnäs 65:1                         | Hög                         |              | Vänersnäs, Västergötland |       | 58.390368, 12.544394 | 10182200650001 | Ladda upp en bild av detta fornminne |
| Vänersnäs 66:1                         | Hällristning                |              | Vänersnäs, Västergötland |       | 58.387476, 12.516115 | 10182200660001 | Ladda upp en bild av detta fornminne |
| Vänersnäs 67:1                         | Hällristning                |              | Vänersnäs, Västergötland |       | 58.386676, 12.526477 | 10182200670001 | Ladda upp en bild av detta fornminne |
| Kryddlådan (Vänersnäs 68:1)            | Stenkammargrav              |              | Vänersnäs, Västergötland |       | 58.392862, 12.507129 | 10182200680001 | Ladda upp en bild av detta fornminne |
| Vänersnäs 69:1                         | Stensättning                |              | Vänersnäs, Västergötland |       | 58.391125, 12.520080 | 10182200690001 | Ladda upp en bild av detta fornminne |
| Vänersnäs 72:1                         | Hög                         |              | Vänersnäs, Västergötland |       | 58.387746, 12.528477 | 10182200720001 | Ladda upp en bild av detta fornminne |
| Vänersnäs 76:1                         | Gravfält                    |              | Vänersnäs, Västergötland |       | 58.373143, 12.494160 | 10182200760001 | Ladda upp en bild av detta fornminne |
| Vänersnäs 79:1                         | Hällristning                |              | Vänersnäs, Västergötland |       | 58.402403, 12.573372 | 10182200790001 | Ladda upp en bild av detta fornminne |
| Vänersnäs 79:2                         | Hällristning                |              | Vänersnäs, Västergötland |       | 58.402497, 12.573402 | 10182200790002 | Ladda upp en bild av detta fornminne |
| Vänersnäs 80:1                         | Hällristning                |              | Vänersnäs, Västergötland |       | 58.401425, 12.576215 | 10182200800001 | Ladda upp en bild av detta fornminne |
| Vänersnäs 81:1                         | Stenkrets                   |              | Vänersnäs, Västergötland |       | 58.402628, 12.575805 | 10182200810001 | Ladda upp en bild av detta fornminne |
| Vänersnäs 84:1                         | Hög                         |              | Vänersnäs, Västergötland |       | 58.404744, 12.580917 | 10182200840001 | Ladda upp en bild av detta fornminne |
| Vänersnäs 85:1                         | Gravfält                    |              | Vänersnäs, Västergötland |       | 58.408690, 12.579275 | 10182200850001 | Ladda upp en bild av detta fornminne |
| Vänersnäs 86:1                         | Gravfält                    |              | Vänersnäs, Västergötland |       | 58.408616, 12.581730 | 10182200860001 | Ladda upp en bild av detta fornminne |
| Vänersnäs 88:1                         | Stensättning                |              | Vänersnäs, Västergötland |       | 58.403866, 12.561660 | 10182200880001 | Ladda upp en bild av detta fornminne |
| Vänersnäs 89:1                         | Stensättning                |              | Vänersnäs, Västergötland |       | 58.421786, 12.557630 | 10182200890001 | Ladda upp en bild av detta fornminne |
| Vänersnäs 90:1                         | Röse                        |              | Vänersnäs, Västergötland |       | 58.420006, 12.556257 | 10182200900001 | Ladda upp en bild av detta fornminne |
| Vänersnäs 91:1                         | Röse                        |              | Vänersnäs, Västergötland |       | 58.427648, 12.563854 | 10182200910001 | Ladda upp en bild av detta fornminne |
| Vänersnäs 91:2                         | Stensättning                |              | Vänersnäs, Västergötland |       | 58.427646, 12.564204 | 10182200910002 | Ladda upp en bild av detta fornminne |
| Vänersnäs 92:1                         | Stensättning                |              | Vänersnäs, Västergötland |       | 58.428056, 12.561968 | 10182200920001 | Ladda upp en bild av detta fornminne |
| Vänersnäs 93:1                         | Stensättning                |              | Vänersnäs, Västergötland |       | 58.429070, 12.562853 | 10182200930001 | Ladda upp en bild av detta fornminne |
| Vänersnäs 94:1                         | Röse                        |              | Vänersnäs, Västergötland |       | 58.431144, 12.566783 | 10182200940001 | Ladda upp en bild av detta fornminne |
| Vänersnäs 95:1                         | Röse                        |              | Vänersnäs, Västergötland |       | 58.430245, 12.563697 | 10182200950001 | Ladda upp en bild av detta fornminne |
| Vänersnäs 96:1                         | Stensättning                |              | Vänersnäs, Västergötland |       | 58.433758, 12.567234 | 10182200960001 | Ladda upp en bild av detta fornminne |
| Vänersnäs 97:1                         | Röse                        |              | Vänersnäs, Västergötland |       | 58.428923, 12.566328 | 10182200970001 | Ladda upp en bild av detta fornminne |
| Vänersnäs 97:2                         | Röse                        |              | Vänersnäs, Västergötland |       | 58.428764, 12.566228 | 10182200970002 | Ladda upp en bild av detta fornminne |
| Vänersnäs 97:3                         | Röse                        |              | Vänersnäs, Västergötland |       | 58.428625, 12.565721 | 10182200970003 | Ladda upp en bild av detta fornminne |
| Vänersnäs 102:1                        | Stensättning                |              | Vänersnäs, Västergötland |       | 58.440617, 12.570078 | 10182201020001 | Ladda upp en bild av detta fornminne |
| Vänersnäs 103:1                        | Stensättning                |              | Vänersnäs, Västergötland |       | 58.438023, 12.595030 | 10182201030001 | Ladda upp en bild av detta fornminne |
| Vänersnäs 104:1                        | Stensättning                |              | Vänersnäs, Västergötland |       | 58.434352, 12.611508 | 10182201040001 | Ladda upp en bild av detta fornminne |
| Vänersnäs 105:1                        | Röse                        |              | Vänersnäs, Västergötland |       | 58.440818, 12.609529 | 10182201050001 | Ladda upp en bild av detta fornminne |
| Vänersnäs 106:1                        | Stensättning                |              | Vänersnäs, Västergötland |       | 58.459168, 12.634802 | 10182201060001 | Ladda upp en bild av detta fornminne |
| Vänersnäs 107:1                        | Röse                        |              | Vänersnäs, Västergötland |       | 58.459400, 12.588906 | 10182201070001 | Ladda upp en bild av detta fornminne |
| Vänersnäs 107:2                        | Stensättning                |              | Vänersnäs, Västergötland |       | 58.459293, 12.588786 | 10182201070002 | Ladda upp en bild av detta fornminne |
| Vänersnäs 107:3                        | Stensättning                |              | Vänersnäs, Västergötland |       | 58.459210, 12.588671 | 10182201070003 | Ladda upp en bild av detta fornminne |
| Vänersnäs 108:1                        | Röse                        |              | Vänersnäs, Västergötland |       | 58.452784, 12.580708 | 10182201080001 | Ladda upp en bild av detta fornminne |
| Vänersnäs 108:2                        | Stensättning                |              | Vänersnäs, Västergötland |       | 58.452697, 12.581196 | 10182201080002 | Ladda upp en bild av detta fornminne |
| Vänersnäs 108:3                        | Stensättning                |              | Vänersnäs, Västergötland |       | 58.452620, 12.581079 | 10182201080003 | Ladda upp en bild av detta fornminne |
| Vänersnäs 109:1                        | Hällristning                |              | Vänersnäs, Västergötland |       | 58.466485, 12.625569 | 10182201090001 | Ladda upp en bild av detta fornminne |
| Vänersnäs 112:1                        | Stensättning                |              | Vänersnäs, Västergötland |       | 58.380595, 12.516176 | 10182201120001 | Ladda upp en bild av detta fornminne |
| Vänersnäs 113:1                        | Hällristning                |              | Vänersnäs, Västergötland |       | 58.381942, 12.525649 | 10182201130001 | Ladda upp en bild av detta fornminne |
| Vänersnäs 114:1                        | Stensättning                |              | Vänersnäs, Västergötland |       | 58.389416, 12.541040 | 10182201140001 | Ladda upp en bild av detta fornminne |
| Vänersnäs 116:1                        | Stenkrets                   |              | Vänersnäs, Västergötland |       | 58.407856, 12.531497 | 10182201160001 | Ladda upp en bild av detta fornminne |
| Vänersnäs 119:1                        | Hällristning                |              | Vänersnäs, Västergötland |       | 58.416484, 12.595923 | 10182201190001 | Ladda upp en bild av detta fornminne |
| Vänersnäs 120:1                        | Hög                         |              | Vänersnäs, Västergötland |       | 58.408311, 12.580208 | 10182201200001 | Ladda upp en bild av detta fornminne |
| Vänersnäs 121:1                        | Stensättning                |              | Vänersnäs, Västergötland |       | 58.438552, 12.608859 | 10182201210001 | Ladda upp en bild av detta fornminne |
| Vänersnäs 122:1                        | Stenkammargrav              |              | Vänersnäs, Västergötland |       | 58.438272, 12.608289 | 10182201220001 | Ladda upp en bild av detta fornminne |
| Vänersnäs 122:2                        | Stensättning                |              | Vänersnäs, Västergötland |       | 58.438381, 12.608455 | 10182201220002 | Ladda upp en bild av detta fornminne |
| Vänersnäs 122:3                        | Hällristning                |              | Vänersnäs, Västergötland |       | 58.438431, 12.607944 | 10182201220003 | Ladda upp en bild av detta fornminne |
| Vänersnäs 123:1                        | Hällristning                |              | Vänersnäs, Västergötland |       | 58.422251, 12.599274 | 10182201230001 | Ladda upp en bild av detta fornminne |
| Vänersnäs 123:2                        | Hällristning                |              | Vänersnäs, Västergötland |       | 58.422264, 12.599460 | 10182201230002 | Ladda upp en bild av detta fornminne |
| Vänersnäs 123:3                        | Hällristning                |              | Vänersnäs, Västergötland |       | 58.422331, 12.599616 | 10182201230003 | Ladda upp en bild av detta fornminne |
| Vänersnäs 123:4                        | Hällristning                |              | Vänersnäs, Västergötland |       | 58.422383, 12.599718 | 10182201230004 | Ladda upp en bild av detta fornminne |
| Vänersnäs 128:1                        | Hällristning                |              | Vänersnäs, Västergötland |       | 58.434414, 12.606967 | 10182201280001 | Ladda upp en bild av detta fornminne |
| Vänersnäs 130:1                        | Stensättning                |              | Vänersnäs, Västergötland |       | 58.421364, 12.550191 | 10182201300001 | Ladda upp en bild av detta fornminne |
| Vänersnäs 130:2                        | Stensättning                |              | Vänersnäs, Västergötland |       | 58.421343, 12.549333 | 10182201300002 | Ladda upp en bild av detta fornminne |
| Vänersnäs 132:1                        | Röse                        |              | Vänersnäs, Västergötland |       | 58.440914, 12.608199 | 10182201320001 | Ladda upp en bild av detta fornminne |
| Vänersnäs 138:1                        | Stensättning                |              | Vänersnäs, Västergötland |       | 58.446292, 12.562246 | 10182201380001 | Ladda upp en bild av detta fornminne |
| Vänersnäs 141:1                        | Stensättning                |              | Vänersnäs, Västergötland |       | 58.418302, 12.558648 | 10182201410001 | Ladda upp en bild av detta fornminne |
| Vänersnäs 142:1                        | Stensättning                |              | Vänersnäs, Västergötland |       | 58.417319, 12.551278 | 10182201420001 | Ladda upp en bild av detta fornminne |
| Vänersnäs 149:1                        | Hällristning                |              | Vänersnäs, Västergötland |       | 58.405296, 12.542876 | 10182201490001 | Ladda upp en bild av detta fornminne |
| Vänersnäs 152:1                        | Röse                        |              | Vänersnäs, Västergötland |       | 58.452603, 12.566918 | 10182201520001 | Ladda upp en bild av detta fornminne |
| Vänersnäs 153:1                        | Stenkrets                   |              | Vänersnäs, Västergötland |       | 58.451734, 12.580193 | 10182201530001 | Ladda upp en bild av detta fornminne |
| Vänersnäs 153:2                        | Stenkrets                   |              | Vänersnäs, Västergötland |       | 58.451707, 12.580380 | 10182201530002 | Ladda upp en bild av detta fornminne |
| Vänersnäs 153:3                        | Stenkrets                   |              | Vänersnäs, Västergötland |       | 58.451652, 12.580151 | 10182201530003 | Ladda upp en bild av detta fornminne |
| Vänersnäs 154:1                        | Röse                        |              | Vänersnäs, Västergötland |       | 58.456858, 12.595786 | 10182201540001 | Ladda upp en bild av detta fornminne |
| Vänersnäs 155:1                        | Röse                        |              | Vänersnäs, Västergötland |       | 58.458860, 12.594834 | 10182201550001 | Ladda upp en bild av detta fornminne |
| Vänersnäs 156:1                        | Röse                        |              | Vänersnäs, Västergötland |       | 58.457803, 12.607960 | 10182201560001 | Ladda upp en bild av detta fornminne |
| Vänersnäs 156:2                        | Stensättning                |              | Vänersnäs, Västergötland |       | 58.457693, 12.607969 | 10182201560002 | Ladda upp en bild av detta fornminne |
| Vänersnäs 156:3                        | Stensättning                |              | Vänersnäs, Västergötland |       | 58.457804, 12.608200 | 10182201560003 | Ladda upp en bild av detta fornminne |
| Vänersnäs 157:1                        | Röse                        |              | Vänersnäs, Västergötland |       | 58.461151, 12.608828 | 10182201570001 | Ladda upp en bild av detta fornminne |
| Vänersnäs 158:1                        | Stensättning                |              | Vänersnäs, Västergötland |       | 58.460410, 12.603923 | 10182201580001 | Ladda upp en bild av detta fornminne |
| Vänersnäs 163:1                        | Gravfält                    |              | Vänersnäs, Västergötland |       | 58.437307, 12.618312 | 10182201630001 | Ladda upp en bild av detta fornminne |
| Vänersnäs 165:1                        | Fornborg                    |              | Vänersnäs, Västergötland |       | 58.434369, 12.590920 | 10182201650001 | Ladda upp en bild av detta fornminne |
| Vänersnäs 166:1                        | Stensättning                |              | Vänersnäs, Västergötland |       | 58.441476, 12.590413 | 10182201660001 | Ladda upp en bild av detta fornminne |
| Vänersnäs 168:1                        | Stensättning                |              | Vänersnäs, Västergötland |       | 58.437720, 12.584802 | 10182201680001 | Ladda upp en bild av detta fornminne |
| Vänersnäs 169:1                        | Stensättning                |              | Vänersnäs, Västergötland |       | 58.457757, 12.607138 | 10182201690001 | Ladda upp en bild av detta fornminne |
| Vänersnäs 170:1                        | Stensättning                |              | Vänersnäs, Västergötland |       | 58.452989, 12.585971 | 10182201700001 | Ladda upp en bild av detta fornminne |
| Vänersnäs 175:1                        | Hällristning                |              | Vänersnäs, Västergötland |       | 58.398075, 12.566998 | 10182201750001 | Ladda upp en bild av detta fornminne |
| Vänersnäs 176:1                        | Hällristning                |              | Vänersnäs, Västergötland |       | 58.397321, 12.572820 | 10182201760001 | Ladda upp en bild av detta fornminne |
| Vänersnäs 180:1                        | Hög                         |              | Vänersnäs, Västergötland |       | 58.393892, 12.551537 | 10182201800001 | Ladda upp en bild av detta fornminne |
| Vänersnäs 200:1                        | Hällristning                |              | Vänersnäs, Västergötland |       | 58.406809, 12.580632 | 10182202000001 | Ladda upp en bild av detta fornminne |
| Vänersnäs 200:2                        | Hällristning                |              | Vänersnäs, Västergötland |       | 58.406928, 12.580643 | 10182202000002 | Ladda upp en bild av detta fornminne |
| Vänersnäs 200:3                        | Hällristning                |              | Vänersnäs, Västergötland |       | 58.406842, 12.580503 | 10182202000003 | Ladda upp en bild av detta fornminne |
| Vänersnäs 200:4                        | Hällristning                |              | Vänersnäs, Västergötland |       | 58.406827, 12.580647 | 10182202000004 | Ladda upp en bild av detta fornminne |
| Vänersnäs 203:1                        | Stensättning                |              | Vänersnäs, Västergötland |       | 58.382152, 12.520280 | 10182202030001 | Ladda upp en bild av detta fornminne |
| Vänersnäs 203:2                        | Stenkrets                   |              | Vänersnäs, Västergötland |       | 58.381981, 12.520286 | 10182202030002 | Ladda upp en bild av detta fornminne |
| Vänersnäs 204:1                        | Stensättning                |              | Vänersnäs, Västergötland |       | 58.383178, 12.518425 | 10182202040001 | Ladda upp en bild av detta fornminne |
| Vänersnäs 204:2                        | Stensättning                |              | Vänersnäs, Västergötland |       | 58.383306, 12.518513 | 10182202040002 | Ladda upp en bild av detta fornminne |
| Hallebergsfornborgen (Vänersnäs 207:1) | Fornborg                    |              | Vänersnäs, Västergötland |       | 58.384081, 12.485937 | 10182202070001 | Ladda upp en bild av detta fornminne |
| Hallebergsfornborgen (Vänersnäs 207:2) | Fornborg                    |              | Vänersnäs, Västergötland |       | 58.384130, 12.486793 | 10182202070002 | Ladda upp en bild av detta fornminne |
| Hallebergsfornborgen (Vänersnäs 207:3) | Fornborg                    |              | Vänersnäs, Västergötland |       | 58.384179, 12.487106 | 10182202070003 | Ladda upp en bild av detta fornminne |
| Hallebergsfornborgen (Vänersnäs 249:1) | Fornborg                    |              | Vänersnäs, Västergötland |       | 58.374617, 12.491775 | 10182202490001 | Ladda upp en bild av detta fornminne |
| Vänersnäs 250:1                        | Hällristning                |              | Vänersnäs, Västergötland |       | 58.397625, 12.572443 | 10182202500001 | Ladda upp en bild av detta fornminne |
| Vänersnäs 251:1                        | Hällristning                |              | Vänersnäs, Västergötland |       | 58.398195, 12.572008 | 10182202510001 | Ladda upp en bild av detta fornminne |
| Vänersnäs 254:1                        | Stenkrets                   |              | Vänersnäs, Västergötland |       | 58.407733, 12.532534 | 10182202540001 | Ladda upp en bild av detta fornminne |
| Vänersnäs 255:1                        | Stensättning                |              | Vänersnäs, Västergötland |       | 58.403146, 12.561533 | 10182202550001 | Ladda upp en bild av detta fornminne |
| Vänersnäs 255:2                        | Stensättning                |              | Vänersnäs, Västergötland |       | 58.403196, 12.561830 | 10182202550002 | Ladda upp en bild av detta fornminne |
| Vänersnäs 255:3                        | Stensättning                |              | Vänersnäs, Västergötland |       | 58.403408, 12.561686 | 10182202550003 | Ladda upp en bild av detta fornminne |
| Vänersnäs 256:1                        | Stensättning                |              | Vänersnäs, Västergötland |       | 58.427483, 12.562114 | 10182202560001 | Ladda upp en bild av detta fornminne |
| Vänersnäs 257:1                        | Stensättning                |              | Vänersnäs, Västergötland |       | 58.427050, 12.562587 | 10182202570001 | Ladda upp en bild av detta fornminne |
| Vänersnäs 258:1                        | Hällristning                |              | Vänersnäs, Västergötland |       | 58.422424, 12.600434 | 10182202580001 | Ladda upp en bild av detta fornminne |
| Vänersnäs 259:1                        | Hällristning                |              | Vänersnäs, Västergötland |       | 58.465809, 12.636620 | 10182202590001 | Ladda upp en bild av detta fornminne |
| Vänersnäs 261:1                        | Röse                        |              | Vänersnäs, Västergötland |       | 58.451380, 12.578019 | 10182202610001 | Ladda upp en bild av detta fornminne |
| Hallebergsfornborgen (Vänersnäs 270:1) | Fornborg                    |              | Vänersnäs, Västergötland |       | 58.400368, 12.441940 | 10182202700001 | Ladda upp en bild av detta fornminne |

## Västra Tunhem
| Namn                                       | Lämningstyp                 | Tillkomsttid | Historisk indelning          | Plats | Läge                 | ID-nr          | Bild                                 |
| ------------------------------------------ | --------------------------- | ------------ | ---------------------------- | ----- | -------------------- | -------------- | ------------------------------------ |
| Hallebergsfornborgen (Västra Tunhem 5:1)   | Fornborg                    |              | Västra Tunhem, Västergötland |       | 58.357518, 12.427383 | 10182500050001 | Ladda upp en bild av detta fornminne |
| Hallebergsfornborgen (Västra Tunhem 5:2)   | Fornborg                    |              | Västra Tunhem, Västergötland |       | 58.357987, 12.421804 | 10182500050002 | Ladda upp en bild av detta fornminne |
| Hallebergsfornborgen (Västra Tunhem 6:1)   | Fornborg                    |              | Västra Tunhem, Västergötland |       | 58.358342, 12.412465 | 10182500060001 | Ladda upp en bild av detta fornminne |
| Hallebergsfornborgen (Västra Tunhem 7:1)   | Fornborg                    |              | Västra Tunhem, Västergötland |       | 58.363634, 12.409041 | 10182500070001 | Ladda upp en bild av detta fornminne |
| Hallebergsfornborgen (Västra Tunhem 8:1)   | Fornborg                    |              | Västra Tunhem, Västergötland |       | 58.356622, 12.414842 | 10182500080001 | Ladda upp en bild av detta fornminne |
| Hallebergsfornborgen (Västra Tunhem 9:1)   | Fornborg                    |              | Västra Tunhem, Västergötland |       | 58.357284, 12.416321 | 10182500090001 | Ladda upp en bild av detta fornminne |
| Hallebergsfornborgen (Västra Tunhem 13:1)  | Fornborg                    |              | Västra Tunhem, Västergötland |       | 58.357172, 12.431137 | 10182500130001 | Ladda upp en bild av detta fornminne |
| Hallebergsfornborgen (Västra Tunhem 13:2)  | Fornborg                    |              | Västra Tunhem, Västergötland |       | 58.357085, 12.430665 | 10182500130002 | Ladda upp en bild av detta fornminne |
| Hallebergsfornborgen (Västra Tunhem 14:1)  | Fornborg                    |              | Västra Tunhem, Västergötland |       | 58.362568, 12.454592 | 10182500140001 | Ladda upp en bild av detta fornminne |
| Hallebergsfornborgen (Västra Tunhem 14:2)  | Fornborg                    |              | Västra Tunhem, Västergötland |       | 58.362191, 12.455131 | 10182500140002 | Ladda upp en bild av detta fornminne |
| Västra Tunhem 17:1                         | Hög                         |              | Västra Tunhem, Västergötland |       | 58.326468, 12.382723 | 10182500170001 | Ladda upp en bild av detta fornminne |
| Hästevads stenar (Västra Tunhem 23:1)      | Hög                         |              | Västra Tunhem, Västergötland |       | 58.351609, 12.416525 | 10182500230001 | Ladda upp en bild av detta fornminne |
| Hästevads stenar (Västra Tunhem 23:2)      | Stenkrets                   |              | Västra Tunhem, Västergötland |       | 58.351502, 12.415935 | 10182500230002 | Ladda upp en bild av detta fornminne |
| Västra Tunhem 24:1                         | Hällristning                |              | Västra Tunhem, Västergötland |       | 58.350382, 12.391559 | 10182500240001 | Ladda upp en bild av detta fornminne |
| Västra Tunhem 24:2                         | Hällristning                |              | Västra Tunhem, Västergötland |       | 58.350361, 12.391390 | 10182500240002 | Ladda upp en bild av detta fornminne |
| Västra Tunhem 25:1                         | Gravfält                    |              | Västra Tunhem, Västergötland |       | 58.346737, 12.389121 | 10182500250001 | Ladda upp en bild av detta fornminne |
| Västra Tunhem 25:2                         | Hällristning                |              | Västra Tunhem, Västergötland |       | 58.346331, 12.388845 | 10182500250002 | Ladda upp en bild av detta fornminne |
| Västra Tunhem 26:1                         | Hällristning                |              | Västra Tunhem, Västergötland |       | 58.348263, 12.393535 | 10182500260001 | Ladda upp en bild av detta fornminne |
| Västra Tunhem 26:2                         | Hällristning                |              | Västra Tunhem, Västergötland |       | 58.348298, 12.393498 | 10182500260002 | Ladda upp en bild av detta fornminne |
| Västra Tunhem 29:1                         | Hällristning                |              | Västra Tunhem, Västergötland |       | 58.340364, 12.378740 | 10182500290001 | Ladda upp en bild av detta fornminne |
| Västra Tunhem 32:1                         | Gravfält                    |              | Västra Tunhem, Västergötland |       | 58.329890, 12.386991 | 10182500320001 | Ladda upp en bild av detta fornminne |
| Västra Tunhem 33:1                         | Hög                         |              | Västra Tunhem, Västergötland |       | 58.331526, 12.389796 | 10182500330001 | Ladda upp en bild av detta fornminne |
| Västra Tunhem 33:2                         | Grav markerad av sten/block |              | Västra Tunhem, Västergötland |       | 58.331556, 12.390210 | 10182500330002 | Ladda upp en bild av detta fornminne |
| Västra Tunhem 33:3                         | Grav markerad av sten/block |              | Västra Tunhem, Västergötland |       | 58.331503, 12.390344 | 10182500330003 | Ladda upp en bild av detta fornminne |
| Västra Tunhem 33:4                         | Grav markerad av sten/block |              | Västra Tunhem, Västergötland |       | 58.331235, 12.390713 | 10182500330004 | Ladda upp en bild av detta fornminne |
| Västra Tunhem 34:1                         | Hög                         |              | Västra Tunhem, Västergötland |       | 58.326535, 12.382085 | 10182500340001 | Ladda upp en bild av detta fornminne |
| Kungshögen (Västra Tunhem 35:1)            | Hög                         |              | Västra Tunhem, Västergötland |       | 58.317644, 12.389903 | 10182500350001 | Ladda upp en bild av detta fornminne |
| Västra Tunhem 36:1                         | Gravfält                    |              | Västra Tunhem, Västergötland |       | 58.317827, 12.388927 | 10182500360001 | Ladda upp en bild av detta fornminne |
| Västra Tunhem 37:1                         | Grav markerad av sten/block |              | Västra Tunhem, Västergötland |       | 58.310014, 12.401192 | 10182500370001 | Ladda upp en bild av detta fornminne |
| Västra Tunhem 37:2                         | Grav markerad av sten/block |              | Västra Tunhem, Västergötland |       | 58.310060, 12.400931 | 10182500370002 | Ladda upp en bild av detta fornminne |
| Västra Tunhem 41:1                         | Hög                         |              | Västra Tunhem, Västergötland |       | 58.307087, 12.401901 | 10182500410001 | Ladda upp en bild av detta fornminne |
| Västra Tunhem 42:1                         | Gravfält                    |              | Västra Tunhem, Västergötland |       | 58.304770, 12.403155 | 10182500420001 | Ladda upp en bild av detta fornminne |
| Västra Tunhem 43:1                         | Gravfält                    |              | Västra Tunhem, Västergötland |       | 58.304638, 12.404333 | 10182500430001 | Ladda upp en bild av detta fornminne |
| Västra Tunhem 43:2                         | Hällristning                |              | Västra Tunhem, Västergötland |       | 58.304642, 12.404152 | 10182500430002 | Ladda upp en bild av detta fornminne |
| Västra Tunhem 44:1                         | Stensättning                |              | Västra Tunhem, Västergötland |       | 58.305032, 12.400911 | 10182500440001 | Ladda upp en bild av detta fornminne |
| Västra Tunhem 45:1                         | Hög                         |              | Västra Tunhem, Västergötland |       | 58.304302, 12.400157 | 10182500450001 | Ladda upp en bild av detta fornminne |
| Västra Tunhem 45:2                         | Hög                         |              | Västra Tunhem, Västergötland |       | 58.304580, 12.400061 | 10182500450002 | Ladda upp en bild av detta fornminne |
| Västra Tunhem 47:1                         | Gravfält                    |              | Västra Tunhem, Västergötland |       | 58.303105, 12.397562 | 10182500470001 | Ladda upp en bild av detta fornminne |
| Västra Tunhem 48:1                         | Hög                         |              | Västra Tunhem, Västergötland |       | 58.302281, 12.401173 | 10182500480001 | Ladda upp en bild av detta fornminne |
| Västra Tunhem 49:1                         | Gravfält                    |              | Västra Tunhem, Västergötland |       | 58.303702, 12.395905 | 10182500490001 | Ladda upp en bild av detta fornminne |
| Permans kulle (Västra Tunhem 52:1)         | Hällristning                |              | Västra Tunhem, Västergötland |       | 58.347854, 12.388781 | 10182500520001 | Ladda upp en bild av detta fornminne |
| Västra Tunhem 53:1                         | Stensättning                |              | Västra Tunhem, Västergötland |       | 58.348339, 12.390415 | 10182500530001 | Ladda upp en bild av detta fornminne |
| Västra Tunhem 54:1                         | Hällristning                |              | Västra Tunhem, Västergötland |       | 58.348796, 12.391358 | 10182500540001 | Ladda upp en bild av detta fornminne |
| Västra Tunhem 57:1                         | Gravfält                    |              | Västra Tunhem, Västergötland |       | 58.320465, 12.374044 | 10182500570001 | Ladda upp en bild av detta fornminne |
| Västra Tunhem 58:1                         | Gravfält                    |              | Västra Tunhem, Västergötland |       | 58.320505, 12.372445 | 10182500580001 | Ladda upp en bild av detta fornminne |
| Västra Tunhem 59:1                         | Hög                         |              | Västra Tunhem, Västergötland |       | 58.320994, 12.371479 | 10182500590001 | Ladda upp en bild av detta fornminne |
| Västra Tunhem 62:1                         | Hällristning                |              | Västra Tunhem, Västergötland |       | 58.316837, 12.361944 | 10182500620001 | Ladda upp en bild av detta fornminne |
| Västra Tunhem 66:1                         | Hällristning                |              | Västra Tunhem, Västergötland |       | 58.299797, 12.359493 | 10182500660001 | Ladda upp en bild av detta fornminne |
| Västra Tunhem 67:1                         | Stensättning                |              | Västra Tunhem, Västergötland |       | 58.302446, 12.404160 | 10182500670001 | Ladda upp en bild av detta fornminne |
| Västra Tunhem 69:1                         | Hög                         |              | Västra Tunhem, Västergötland |       | 58.301093, 12.407848 | 10182500690001 | Ladda upp en bild av detta fornminne |
| Västra Tunhem 69:2                         | Hög                         |              | Västra Tunhem, Västergötland |       | 58.300754, 12.407966 | 10182500690002 | Ladda upp en bild av detta fornminne |
| Västra Tunhem 70:1                         | Hög                         |              | Västra Tunhem, Västergötland |       | 58.299750, 12.402337 | 10182500700001 | Ladda upp en bild av detta fornminne |
| Västra Tunhem 71:1                         | Röse                        |              | Västra Tunhem, Västergötland |       | 58.307590, 12.406354 | 10182500710001 | Ladda upp en bild av detta fornminne |
| Västra Tunhem 73:1                         | Hällristning                |              | Västra Tunhem, Västergötland |       | 58.284138, 12.423445 | 10182500730001 | Ladda upp en bild av detta fornminne |
| Västra Tunhem 74:1                         | Gravfält                    |              | Västra Tunhem, Västergötland |       | 58.287007, 12.422405 | 10182500740001 | Ladda upp en bild av detta fornminne |
| Västra Tunhem 74:2                         | Hällristning                |              | Västra Tunhem, Västergötland |       | 58.287022, 12.422417 | 10182500740002 | Ladda upp en bild av detta fornminne |
| Västra Tunhem 75:1                         | Hällristning                |              | Västra Tunhem, Västergötland |       | 58.286208, 12.420804 | 10182500750001 | Ladda upp en bild av detta fornminne |
| Västra Tunhem 75:2                         | Hällristning                |              | Västra Tunhem, Västergötland |       | 58.286158, 12.420778 | 10182500750002 | Ladda upp en bild av detta fornminne |
| Västra Tunhem 76:1                         | Hög                         |              | Västra Tunhem, Västergötland |       | 58.285042, 12.432585 | 10182500760001 | Ladda upp en bild av detta fornminne |
| Västra Tunhem 77:1                         | Hällristning                |              | Västra Tunhem, Västergötland |       | 58.286985, 12.431084 | 10182500770001 | Ladda upp en bild av detta fornminne |
| Västra Tunhem 77:2                         | Hällristning                |              | Västra Tunhem, Västergötland |       | 58.286749, 12.431059 | 10182500770002 | Ladda upp en bild av detta fornminne |
| Västra Tunhem 78:1                         | Hällristning                |              | Västra Tunhem, Västergötland |       | 58.287213, 12.430512 | 10182500780001 | Ladda upp en bild av detta fornminne |
| Västra Tunhem 79:1                         | Hällristning                |              | Västra Tunhem, Västergötland |       | 58.287103, 12.428083 | 10182500790001 | Ladda upp en bild av detta fornminne |
| Västra Tunhem 80:1                         | Hällristning                |              | Västra Tunhem, Västergötland |       | 58.286810, 12.428422 | 10182500800001 | Ladda upp en bild av detta fornminne |
| Västra Tunhem 81:1                         | Stensättning                |              | Västra Tunhem, Västergötland |       | 58.282448, 12.426863 | 10182500810001 | Ladda upp en bild av detta fornminne |
| Västra Tunhem 85:1                         | Stensättning                |              | Västra Tunhem, Västergötland |       | 58.285083, 12.425823 | 10182500850001 | Ladda upp en bild av detta fornminne |
| Västra Tunhem 85:2                         | Stensättning                |              | Västra Tunhem, Västergötland |       | 58.284962, 12.425835 | 10182500850002 | Ladda upp en bild av detta fornminne |
| Västra Tunhem 86:1                         | Hällristning                |              | Västra Tunhem, Västergötland |       | 58.290304, 12.413252 | 10182500860001 | Ladda upp en bild av detta fornminne |
| Västra Tunhem 86:2                         | Hällristning                |              | Västra Tunhem, Västergötland |       | 58.290319, 12.413148 | 10182500860002 | Ladda upp en bild av detta fornminne |
| Västra Tunhem 86:3                         | Hällristning                |              | Västra Tunhem, Västergötland |       | 58.290341, 12.413023 | 10182500860003 | Ladda upp en bild av detta fornminne |
| Västra Tunhem 87:1                         | Hällristning                |              | Västra Tunhem, Västergötland |       | 58.289661, 12.414471 | 10182500870001 | Ladda upp en bild av detta fornminne |
| Västra Tunhem 87:2                         | Hällristning                |              | Västra Tunhem, Västergötland |       | 58.289712, 12.414575 | 10182500870002 | Ladda upp en bild av detta fornminne |
| Västra Tunhem 87:3                         | Hällristning                |              | Västra Tunhem, Västergötland |       | 58.289804, 12.414594 | 10182500870003 | Ladda upp en bild av detta fornminne |
| Västra Tunhem 87:4                         | Hällristning                |              | Västra Tunhem, Västergötland |       | 58.289843, 12.414650 | 10182500870004 | Ladda upp en bild av detta fornminne |
| Västra Tunhem 88:1                         | Gravfält                    |              | Västra Tunhem, Västergötland |       | 58.291130, 12.416897 | 10182500880001 | Ladda upp en bild av detta fornminne |
| Västra Tunhem 89:1                         | Gravfält                    |              | Västra Tunhem, Västergötland |       | 58.291685, 12.413641 | 10182500890001 | Ladda upp en bild av detta fornminne |
| Västra Tunhem 92:1                         | Hällristning                |              | Västra Tunhem, Västergötland |       | 58.297433, 12.368478 | 10182500920001 | Ladda upp en bild av detta fornminne |
| Västra Tunhem 98:1                         | Hällristning                |              | Västra Tunhem, Västergötland |       | 58.356510, 12.395061 | 10182500980001 | Ladda upp en bild av detta fornminne |
| Västra Tunhem 100:1                        | Röse                        |              | Västra Tunhem, Västergötland |       | 58.346176, 12.417766 | 10182501000001 | Ladda upp en bild av detta fornminne |
| Västra Tunhem 105:1                        | Hällristning                |              | Västra Tunhem, Västergötland |       | 58.260358, 12.387883 | 10182501050001 | Ladda upp en bild av detta fornminne |
| Västra Tunhem 105:2                        | Hällristning                |              | Västra Tunhem, Västergötland |       | 58.260358, 12.387883 | 10182501050002 | Ladda upp en bild av detta fornminne |
| Västra Tunhem 105:3                        | Hällristning                |              | Västra Tunhem, Västergötland |       | 58.260358, 12.387883 | 10182501050003 | Ladda upp en bild av detta fornminne |
| Västra Tunhem 105:4                        | Hällristning                |              | Västra Tunhem, Västergötland |       | 58.260358, 12.387883 | 10182501050004 | Ladda upp en bild av detta fornminne |
| Västra Tunhem 106:1                        | Hällristning                |              | Västra Tunhem, Västergötland |       | 58.268343, 12.381058 | 10182501060001 | Ladda upp en bild av detta fornminne |
| Västra Tunhem 106:2                        | Hällristning                |              | Västra Tunhem, Västergötland |       | 58.268290, 12.381008 | 10182501060002 | Ladda upp en bild av detta fornminne |
| Västra Tunhem 106:3                        | Hällristning                |              | Västra Tunhem, Västergötland |       | 58.268144, 12.381063 | 10182501060003 | Ladda upp en bild av detta fornminne |
| Västra Tunhem 112:1                        | Hällristning                |              | Västra Tunhem, Västergötland |       | 58.339269, 12.372115 | 10182501120001 | Ladda upp en bild av detta fornminne |
| Västra Tunhem 116:1                        | Stensättning                |              | Västra Tunhem, Västergötland |       | 58.352799, 12.387608 | 10182501160001 | Ladda upp en bild av detta fornminne |
| Västra Tunhem 120:1                        | Hällristning                |              | Västra Tunhem, Västergötland |       | 58.318599, 12.365120 | 10182501200001 | Ladda upp en bild av detta fornminne |
| Västra Tunhem 132:1                        | Stensättning                |              | Västra Tunhem, Västergötland |       | 58.373683, 12.410780 | 10182501320001 | Ladda upp en bild av detta fornminne |
| Västra Tunhem 149:1                        | Stensättning                |              | Västra Tunhem, Västergötland |       | 58.301011, 12.399970 | 10182501490001 | Ladda upp en bild av detta fornminne |
| Stensgärdet (Västra Tunhem 150:1)          | Hällristning                |              | Västra Tunhem, Västergötland |       | 58.307450, 12.400145 | 10182501500001 | Ladda upp en bild av detta fornminne |
| Västra Tunhem 157:1                        | Hög                         |              | Västra Tunhem, Västergötland |       | 58.301430, 12.404975 | 10182501570001 | Ladda upp en bild av detta fornminne |
| Hallebergsfornborgen (Västra Tunhem 167:1) | Fornborg                    |              | Västra Tunhem, Västergötland |       | 58.362966, 12.409203 | 10182501670001 | Ladda upp en bild av detta fornminne |
| Västra Tunhem 168:1                        | Stensättning                |              | Västra Tunhem, Västergötland |       | 58.353500, 12.417047 | 10182501680001 | Ladda upp en bild av detta fornminne |
| Västra Tunhem 169:1                        | Stensättning                |              | Västra Tunhem, Västergötland |       | 58.356468, 12.428537 | 10182501690001 | Ladda upp en bild av detta fornminne |
| Västra Tunhem 169:2                        | Stensättning                |              | Västra Tunhem, Västergötland |       | 58.356398, 12.428654 | 10182501690002 | Ladda upp en bild av detta fornminne |
| Västra Tunhem 169:3                        | Stensättning                |              | Västra Tunhem, Västergötland |       | 58.356354, 12.428844 | 10182501690003 | Ladda upp en bild av detta fornminne |
| Västra Tunhem 169:4                        | Stensättning                |              | Västra Tunhem, Västergötland |       | 58.356564, 12.428614 | 10182501690004 | Ladda upp en bild av detta fornminne |
| Västra Tunhem 175:1                        | Stensättning                |              | Västra Tunhem, Västergötland |       | 58.322912, 12.398953 | 10182501750001 | Ladda upp en bild av detta fornminne |
| Västra Tunhem 176:1                        | Stensättning                |              | Västra Tunhem, Västergötland |       | 58.343793, 12.416996 | 10182501760001 | Ladda upp en bild av detta fornminne |
| Västra Tunhem 177:1                        | Stensättning                |              | Västra Tunhem, Västergötland |       | 58.343876, 12.415701 | 10182501770001 | Ladda upp en bild av detta fornminne |
| Västra Tunhem 177:2                        | Stensättning                |              | Västra Tunhem, Västergötland |       | 58.344033, 12.415059 | 10182501770002 | Ladda upp en bild av detta fornminne |
| Västra Tunhem 179:1                        | Stensättning                |              | Västra Tunhem, Västergötland |       | 58.304334, 12.413973 | 10182501790001 | Ladda upp en bild av detta fornminne |
| Västra Tunhem 180:1                        | Stensättning                |              | Västra Tunhem, Västergötland |       | 58.304677, 12.415050 | 10182501800001 | Ladda upp en bild av detta fornminne |
| Västra Tunhem 181:1                        | Hällristning                |              | Västra Tunhem, Västergötland |       | 58.348518, 12.473168 | 10182501810001 | Ladda upp en bild av detta fornminne |
| Västra Tunhem 188:1                        | Stensättning                |              | Västra Tunhem, Västergötland |       | 58.358509, 12.433602 | 10182501880001 | Ladda upp en bild av detta fornminne |
| Västra Tunhem 196:1                        | Hällristning                |              | Västra Tunhem, Västergötland |       | 58.263110, 12.382565 | 10182501960001 | Ladda upp en bild av detta fornminne |
| Västra Tunhem 201:1                        | Hällristning                |              | Västra Tunhem, Västergötland |       | 58.287600, 12.419359 | 10182502010001 | Ladda upp en bild av detta fornminne |
| Västra Tunhem 201:2                        | Hällristning                |              | Västra Tunhem, Västergötland |       | 58.287703, 12.419712 | 10182502010002 | Ladda upp en bild av detta fornminne |
| Västra Tunhem 202:1                        | Hällristning                |              | Västra Tunhem, Västergötland |       | 58.288460, 12.420410 | 10182502020001 | Ladda upp en bild av detta fornminne |
| Västra Tunhem 203:1                        | Hällristning                |              | Västra Tunhem, Västergötland |       | 58.289043, 12.419746 | 10182502030001 | Ladda upp en bild av detta fornminne |
| Västra Tunhem 203:2                        | Hällristning                |              | Västra Tunhem, Västergötland |       | 58.289012, 12.419560 | 10182502030002 | Ladda upp en bild av detta fornminne |
| Västra Tunhem 204:1                        | Hällristning                |              | Västra Tunhem, Västergötland |       | 58.283613, 12.423235 | 10182502040001 | Ladda upp en bild av detta fornminne |
| Västra Tunhem 207:1                        | Hällristning                |              | Västra Tunhem, Västergötland |       | 58.285886, 12.424237 | 10182502070001 | Ladda upp en bild av detta fornminne |
| Västra Tunhem 207:2                        | Hällristning                |              | Västra Tunhem, Västergötland |       | 58.286220, 12.424423 | 10182502070002 | Ladda upp en bild av detta fornminne |
| Västra Tunhem 208:1                        | Hällristning                |              | Västra Tunhem, Västergötland |       | 58.286348, 12.425051 | 10182502080001 | Ladda upp en bild av detta fornminne |
| Västra Tunhem 208:2                        | Hällristning                |              | Västra Tunhem, Västergötland |       | 58.286250, 12.425085 | 10182502080002 | Ladda upp en bild av detta fornminne |
| Västra Tunhem 208:3                        | Hällristning                |              | Västra Tunhem, Västergötland |       | 58.286282, 12.425208 | 10182502080003 | Ladda upp en bild av detta fornminne |
| Västra Tunhem 280:1                        | Hällristning                |              | Västra Tunhem, Västergötland |       | 58.286665, 12.427662 | 10182502800001 | Ladda upp en bild av detta fornminne |
| Västra Tunhem 282:1                        | Hällristning                |              | Västra Tunhem, Västergötland |       | 58.299756, 12.355452 | 10182502820001 | Ladda upp en bild av detta fornminne |
| Västra Tunhem 287:1                        | Hällristning                |              | Västra Tunhem, Västergötland |       | 58.314563, 12.366349 | 10182502870001 | Ladda upp en bild av detta fornminne |
| Västra Tunhem 294:1                        | Hällristning                |              | Västra Tunhem, Västergötland |       | 58.283630, 12.431243 | 10182502940001 | Ladda upp en bild av detta fornminne |
| Västra Tunhem 294:2                        | Hällristning                |              | Västra Tunhem, Västergötland |       | 58.283757, 12.431369 | 10182502940002 | Ladda upp en bild av detta fornminne |
| Hallebergsfornborgen (Västra Tunhem 301:1) | Fornborg                    |              | Västra Tunhem, Västergötland |       | 58.354700, 12.421191 | 10182503010001 | Ladda upp en bild av detta fornminne |